# Laufen (Salzach)
Laufen ist eine Stadt im Landkreis Berchtesgadener Land in Oberbayern und liegt etwa 17 km nördlich von Salzburg am Alpenfluss Salzach, der hier die Grenze zwischen Deutschland und Österreich bildet. Auf der anderen Flussseite liegt die einstige Vorstadt Laufens, Oberndorf bei Salzburg. Laufen war bis zur Kreisreform die Kreisstadt des zum 1. Juli 1972 aufgelösten Landkreises Laufen. Der amtliche Name der Stadt ist Laufen, zur Unterscheidung von anderen Orten wird häufig Laufen an der Salzach bzw. Laufen (Salzach) oder Laufen in Oberbayern bzw. Laufen (Obb) verwendet. Im lokalen Dialekt wird der Ort Laffa genannt.

## Geografie
Das Gebiet gehört zum Alpenvorland und stellt eine Moränenlandschaft mit Höhen von 400 bis 460 m und einigen Mooren dar. Der nächste Berg und Laufens Hausberg ist der Haunsberg (836 m), fünf Kilometer südöstlich der Stadt im Salzburger Land. Gegenüber von seinem Fuß mündet die Sur in die Salzach. Laufen weist den mit 383 m niedrigsten Punkt im Landkreis Berchtesgadener Land auf.

### Geologie
Geologisch liegt das Gemeindegebiet am Rand des Freilassinger Beckens im voralpenländischen Seen- und Moränenland. Bei Laufen wird die Fließrichtung der Salzach durch eine oberflächennahe Nagelfluh-Schwelle abgelenkt, wodurch die doppelte Flussschlinge entstand. In der Flussschleife liegt die Altstadt Laufens. Das Umland ist sanft hügelig, in weiten Teilen dicht bewaldet, im Westen teilweise moorig. An beiden Seiten der Salzach breitet sich oberhalb von Laufen ein breiter Auwaldgürtel aus, der sich unterhalb linksufrig als vergleichsweise schmaler Waldstreifen fortsetzt.

### Sanierung von Salzach und Auwäldern
Der früher stark mäandrierende, sedimentreiche Fluss wurde nach 1820 auf Grundlage eines Staatsvertrages zwischen Bayern und Österreich reguliert und begradigt. Neben dem Hochwasserschutz sollten auch die Landesgrenze fixiert und die Schifffahrt gesichert werden, die jedoch seit den 1870er Jahren keinerlei wirtschaftliche Bedeutung mehr hatte. Zwischen Saalachmündung und Laufen waren diese Arbeiten 1909 abgeschlossen.
In den Folgejahren traten negative Auswirkungen dieser Umgestaltung hervor: die zunehmende Eintiefung des Flussbettes in den weichen Untergrund, das Absinken des Grundwasserspiegels und die Austrocknung der Auen. Auf längere Sicht wären sogar die Widerlager der Brücken gefährdet. Daher erarbeitet eine deutsch-österreichische Kooperation ein Konzept für den schonenden Rückbau. Demnach soll der Fluss und die einmündenden Bachbette stabilisiert, das Vorland reaktiviert und einige Deiche saniert werden.
Die Gewässergüte im Unterlauf der Salzach wurde seit 1977 durch Abwasserreinigung oberhalb Salzburgs von Güteklasse III–IV auf II (mäßig belastet) verbessert.

### Nachbargemeinden

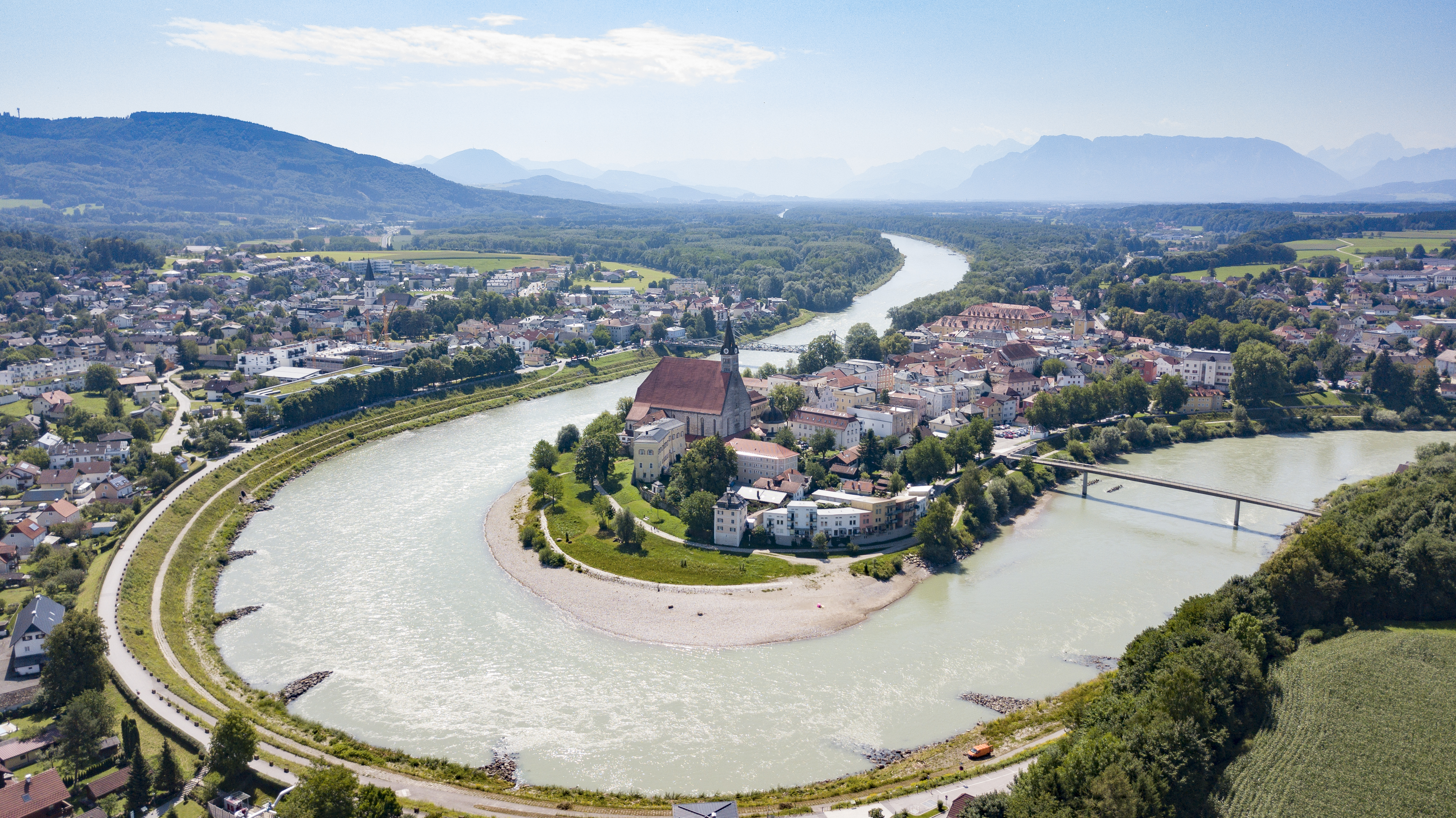
Salzachschleife mit der Halbinsel Laufens, gegenüber liegt Oberndorf bei Salzburg

Laufen grenzt an folgende Gemeinden, von Norden gegen den Uhrzeigersinn:

Fridolfing, Kirchanschöring, Petting (im Landkreis Traunstein); Saaldorf-Surheim (Landkreis Berchtesgadener Land);

Anthering, Nußdorf am Haunsberg, Oberndorf bei Salzburg und Sankt Georgen bei Salzburg (alle im österreichischen Bezirk Salzburg-Umgebung).

### Stadtgliederung
Die mittelalterliche Altstadt liegt, durch den früher ungebändigten Fluss nach drei Seiten geschützt, in der Salzach-Schleife. Trotz dieses natürlichen Schutzes wurde die gesamte Stadt durch eine Wehrmauer befestigt. Das „Untere Stadttor“ bildete den Eingang aus Richtung Brücke, das „Obere Stadttor“ den Richtung Salzburg und Tittmoning. Beide Stadttore sind noch erhalten, die Altstadt steht heute als Gesamtensemble unter Denkmalschutz.
Der Rest des Stadtgebiets wurde überwiegend im 20. Jahrhundert bebaut.
Laufen erweiterte sich durch die Eingemeindungen von Heining und Triebenbach 1970 und dem oberhalb des Abtsdorfer Sees gelegenen Leobendorf (Pfarrdorf) 1978.

### Gemeindeteile
Die Stadtgemeinde Laufen hat 74 Gemeindeteile:
- Abfalter
- Abrain
- Abtsee
- Arbisbichl
- Arzenpoint
- Au
- Au b.Stögen
- Baumgartenöd
- Berg
- Biburg
- Birnau
- Bubenberg
- Burgfeld
- Daring
- Daxmühle
- Dorfen
- Ehemoosen
- Emmering
- Erlach
- Esing
- Fisching
- Friedelreut
- Froschham
- Gastag
- Geisbach
- Haarmoos
- Hagmühl
- Haiden
- Harpfetsham
- Hasenhaus
- Heiningermühle
- Höffen
- Hötzling
- Hungerberg
- Kafling
- Kletzling
- Knall
- Kulbing
- Laufen
- Lebenau-Forstgarten
- Leobendorf
- Lepperding
- Letten
- Mayerhofen
- Moosham
- Neuarbisbichl
- Niederheining
- Niedervillern
- Oberhaslach
- Oberheining
- Obervillern
- Obslaufen
- Oed i.Moos
- Osing
- Pfaffing
- Röderberg
- Rudholzen
- Schnapping
- Schrankbaum
- Seebad
- Seethal
- Steinbach
- Steinbachl
- Stockham
- Stögen
- Straß
- Streitwies
- Sturz
- Thannberg
- Thannhausen
- Triebenbach
- Unterhaslach
- Wiedmais
- Wiedmannsfelden

## Geschichte

### Überblick

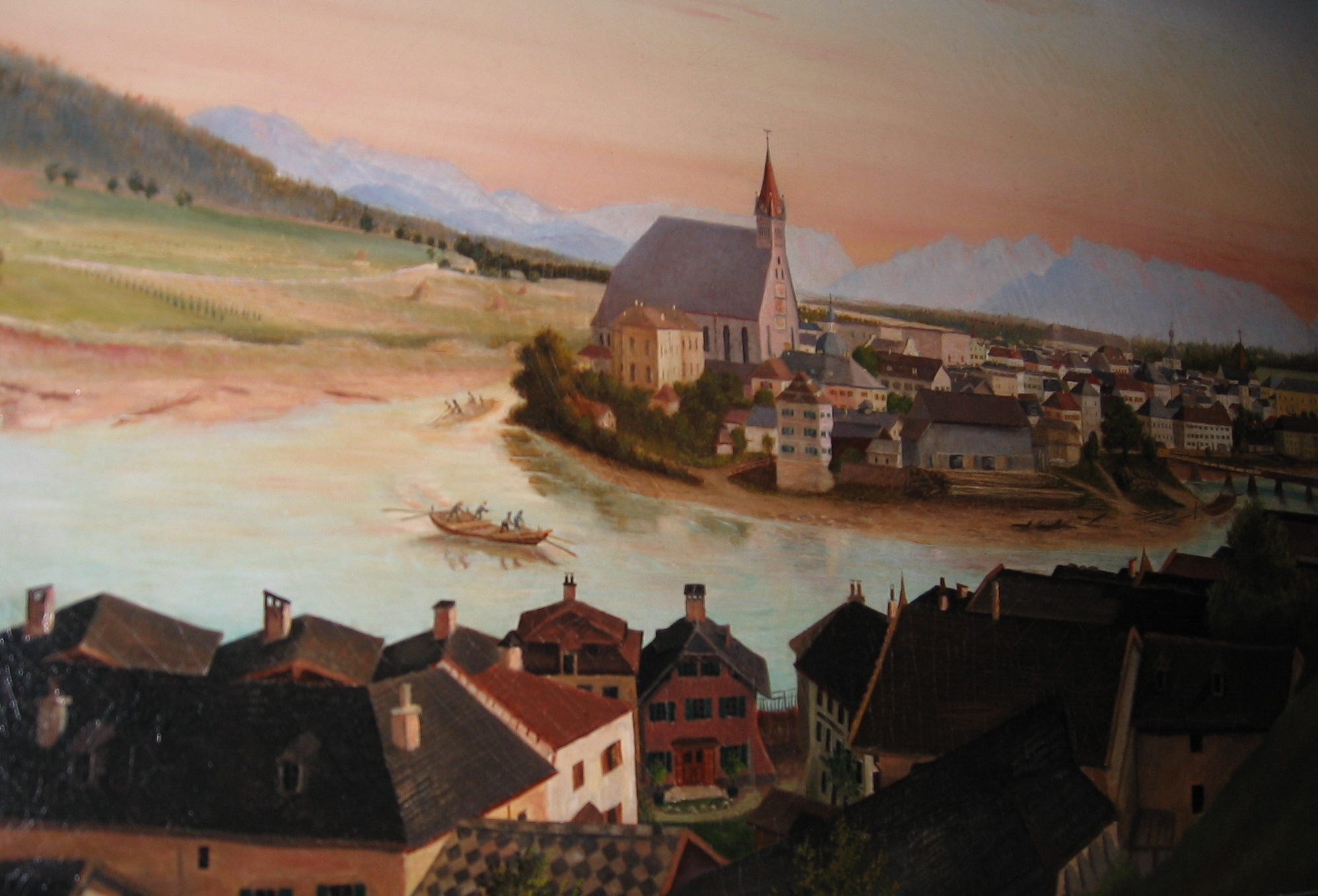
Das historische Laufen

Die Ortsbezeichnung „Laufen“ ist auf das althochdeutsche loufa zurückzuführen, das Stromschnelle bedeutet. Urkundlich wird die Stadt erstmals 748 erwähnt, gesiedelt wurde in der Gegend schon in vorgeschichtlicher und römischer Zeit. Kaiser Ludwig der Bayer ordnete an, dass das Salz aus Hallein (15 km oberhalb Salzburgs) nur noch auf der Salzach transportiert werden durfte. Da ein Felsen bei Laufen, der sogenannte Nocken, die Schifffahrt behinderte, wurde die Fracht in Laufen von kleinen auf größere Schiffe umgeladen; daher stammt auch der Name: castellum ad louffi (das Kastell an den Stromschnellen). Die Laufener profitierten von den Erträgen aus den Übernachtungen, den Zöllen sowie dem Schiffbau.
Die Stadt gehörte ursprünglich zum Salzburggau des Herzogtums Baiern. Die Salzburger Erzbischöfe konnten im 13. Jahrhundert das Gebiet des späteren Rupertiwinkels, in dem Laufen liegt, erwerben. 1275 wurde Salzburgs westliche Grenze (Rupertigau) zum Chiemgau durch den Landshuter Herzog bestätigt. Damit begann die Ablösung des Landes Salzburg vom Mutterland Bayern. Im Jahr 1328 war dann Salzburg durch die Erlassung einer eigenen Landesordnung zum weitgehend unabhängigen Staat geworden.
Der Nocken wurde 1773 gesprengt. Mit dem Vertrag von München 1816 wurde Laufen zusammen mit dem sogenannten Rupertiwinkel von Salzburg getrennt und Bayern zugeschlagen. Damit wurde es Grenzstadt zwischen Bayern und Österreich. Das am rechten Flussufer liegende Oberndorf, das bislang zu Laufen gehörte, wurde österreichisch. Durch den Bau der Eisenbahn ging die Salzachschifffahrt immer mehr zurück. 1866 fand der letzte Salztransport statt. Bei einem Hochwasser 1899 wurde die Brücke weggerissen; eine neue wurde an anderer Stelle gebaut und 1903 eingeweiht. Nach 1945 wuchs die Bevölkerung durch sudetendeutsche und andere Heimatvertriebene.
Die Geschichte der heute getrennten Orte Laufen und Oberndorf muss bis 1816 gemeinsam betrachtet werden.

### Vor- und Frühgeschichte
Im Voralpenland und somit in Laufen und Oberndorf kann wegen der eiszeitlichen Vergletscherung nicht davon ausgegangen werden, dass voreiszeitliche Funde gemacht werden. Frühe Siedlungen auf dem Stadtgebiet wurden nicht nachgewiesen, jedoch in der näheren und weiteren Umgebung: In der Schlenken-Durchgangshöhle in Bad Vigaun wurden 40.000 Jahre alte Steinwerkzeuge gefunden. Ein nacheiszeitlicher Lagerplatz aus der mittleren Steinzeit, der vor ca. 7500 bis 10.000 Jahren genutzt wurde, wurde bei Mattsee gefunden.
Es wurden jedoch Werkzeuge aus der jüngeren Steinzeit gefunden.
Ein Steinbeil wurde 1893 auf einer Salzach-Schotterbank auf der Oberndorfer Seite nahe der (alten) Brücke gefunden, also dort, wo heute der Europasteg über den Fluss führt. 1930 gab es einen Fund auf der Laufener Salzachseite.
Drei etwa 5000 Jahre alte Kupferbeile, ähnlich dem von Ötzi, wurden im Abtsee bei Laufen gefunden. Aus der Salzburger Gegend wurden dank der Kupfervorkommen große Teile Mitteleuropas in der Bronzezeit mit Kupfer versorgt. Sowohl 1843 in Saaldorf-Surheim im Gemeindeteil Reit gab es einen Depotfund von Kupfer-Ringbarren als auch 1892 in Laufen im Gemeindeteil Biburg einen von Spangenbarren. Ein Teil der Spangenbarren ist in der Archäologischen Staatssammlung München archiviert. Kupferhandel fand schon damals entlang der Salzach statt. In der näheren Umgebung von Laufen-Oberndorf gab es noch eine Reihe weiterer bedeutender Depotfunde. Siedlungen der Straubinger Kultur konnten in Obereching (Gemeinde St. Georgen bei Salzburg), drei Kilometer von Oberndorf entfernt sowie bei der Lindachhöhe in Oberndorf nachgewiesen werden. Interessant sind Funde von vermutlich geopferten Bronzegegenständen in umliegenden Mooren sowie mehrere bronzezeitliche Gräberfunde in der näheren Umgebung, so auch Urnenfelder mit mehreren hundert Urnen.
Für die Eisenzeit sind mehrere Siedlungen und Befestigungen im weiteren Umfeld der Stadt belegt, u. a. am Haunsberg. Einige werden auch auf der Lindachhöhe bei Oberndorf vermutet. Hügelgräber aus dieser Zeit wurden in Laufen bei Niederheining und Letten gefunden.
Der Salzbergbau bei Hallein begann um 600 v. Chr. und damit der Salzhandel mit Schiffen auf der Salzach. Ein auf einer Salzachschotterbank bei Laufen gefundener etruskischer Bronzeeimer aus der Zeit um 400 v. Chr. belegt Handelskontakte über die Alpen hinweg.
In der Nähe von Oberndorf konnte eine Keltenschanze aus dem 2. bis 1. Jahrhundert v. Chr. nachgewiesen werden, in Laufen Biburg soll es nach Berichten aus dem 19. Jahrhundert ebenfalls eine gegeben haben, die jedoch nicht mehr genau lokalisierbar ist. Der alpenkeltische Stamm der Alaunen siedelte im Salzburger Becken bis zum Inn. Das entstehende Römische Reich unterhielt enge Handelsbeziehungen zum keltischen Königreich Noricum, zu dem auch die Laufener Gegend gehörte.

### Die Anfänge der Stadt von der Römerzeit bis ins Mittelalter

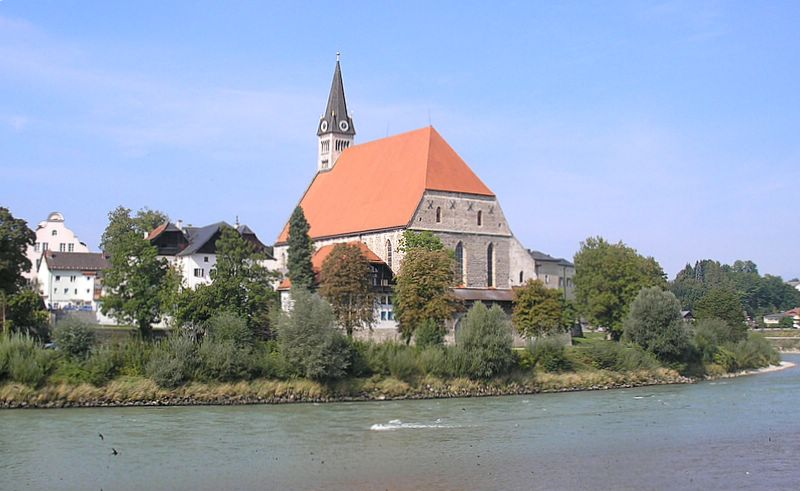
Blick von Oberndorf auf die gotische Pfarr- und Stiftskirche

Ab 15 v. Chr. expandierte das Römische Reich unter Kaiser Augustus zum Teil durch Eroberungen. Das keltische Königreich Noricum wurde aber friedlich integriert. Unter Kaiser Claudius wurde Noricum zur römischen Provinz, die römische Siedlung Iuvavum, das heutige Salzburg, erhielt das Stadtrecht. Noch im frühen Mittelalter stand auf der in der Laufener Flussschleife gelegenen Halbinsel, dem Salzachknie, ein römisches Kastell. Zwar wurden diese antiken Bauten Opfer der mittelalterlichen Bautätigkeit, aber es gab Münzfunde aus dem 2. bis 4. Jahrhundert. Römische Gutshöfe gab es in der Umgebung Laufens mehrere. 1925 wurden auf der Oberndorfer Lindachhöhe Fundamente eines römischen Grabtempels ausgegraben. In Laufen wurde 1807 ein im Schloss vermauerter römischer Grabaltar gefunden. Er war einem Marcus Proculeius Martialis, Ratsherrn und Bürgermeister, gewidmet, der vermutlich in Iuvavum sein Amt innehatte. Ein zweiter Grabaltar wurde in einer Mauer der Stiftskirche entdeckt. Beide stammen aus dem 2. Jahrhundert. In der Nähe Laufens sind mehrere römische Hügelgräber bekannt.
Während der Regierungszeit von Mark Aurel (161 bis 180) fielen die Markomannen in der Gegend ein. Ab etwa 230 wurden die Römer zunehmend von den Westgermanen attackiert. Die Alamannen fielen auf Salzburger Gebiet 236 ein. Die römischen Gutshöfe wurden noch bis ins 4. Jahrhundert benutzt, wurden aber nach neuen Einfällen der Alamannen aufgegeben. Entlang der Salzach verlief auf der deutschen Seite eine römische Nebenstraße, eine weitere wird auf der österreichischen Seite vermutet. Die Laufener Gegend war bis 488 Teil des Römischen Reiches.
Anfang des 6. Jahrhunderts kamen die ersten germanische Siedler. Um 540 wurde Laufen Teil des Reichs der Franken. Kurz danach begann die Besiedelung durch die Bajuwaren, deren erste Siedlungen bei den heutigen Ortskernen des Gebiets waren.
Das Salzachknie liegt zwar strategisch gut, hatte aber sonst keine Vorteile zu bieten. Insbesondere gab es kein eigenes Trinkwasser. Die erste mittelalterliche Siedlung lag daher auf der anderen Seite der Salzach im heutigen Oberndorf. Dort gab es dank eines Baches mehrere Mühlen und Trinkwasser. Die Nikolauskirche, in der erstmals Stille Nacht, heilige Nacht aufgeführt wurde, war auch die erste Kirche am Ort. Die weitere Umgebung der Stadt, d. h. das heutige Gemeindegebiet, zeigt jedoch eine Reihe von frühmittelalterlichen Besiedlungsspuren, dabei insbesondere mehrere Gräber. Die vielen Ortsbezeichnungen von Gemeindeteilen, die auf -ing oder -ham enden, deuten auf eine Besiedelung zwischen dem 6. und 9. Jahrhundert hin.
Um 1050 erwarb der Salzburger Erzbischof Balduin ca. 35 Joch in Laufen im Rahmen eines Tauschgeschäfts. Das Gelände wurde in den folgenden Dekaden durch die Salzburger Erzbischöfe in Kooperation mit den Hallingern, den Salinenpächtern flussaufwärts, intensiv bebaut. Die Salzschifffahrt war zu jener Zeit bereits von erheblicher wirtschaftlicher Bedeutung, Laufen war um die Jahrtausendwende von überregionaler Bedeutung und der wichtigste Ort nördlich von Salzburg. Mitte des 12. Jahrhunderts übernahm das heutige Laufen die führende Rolle und Oberndorf (als Name erstmals urkundlich 1141 erwähnt), das „Dorf oberhalb der Stadt“, wurde zur Vorstadt.
Im frühen 12. Jahrhundert richtete Erzbischof Konrad I. anstatt in Salzburg in Laufen eine Münzstätte ein, wo bis zum Ende des 12. Jahrhunderts Pfennige nach dem Regensburger Münzfuß geprägt wurden. Etwa um diese Zeit dürften die Stadtmauern entstanden und Laufen zur Stadt geworden sein. Der Erzbischof hielt in Laufen auch am 31. Juli 1129 ein Provinzialkonzil ab, zu dem eine Reihe bedeutender Kleriker aus den Diözesen Eichstätt, Freising, Passau, Regensburg und Salzburg kamen. Ein weiteres wichtiges Kirchentreffen war 1160 unter Erzbischof Eberhard I., weitere fanden um 1200 statt.
Am 29. März 1166 hielt der Stauferkaiser Friedrich I. Barbarossa in Laufen in einer Burg, an deren Stelle später das Laufener Schloss errichtet wurde, einen Hoftag ab. Das Fürstengericht verhängte über Konrad II. von Babenberg die Reichsacht, eine Folge der Auseinandersetzungen zwischen Barbarossa und Papst Alexander III. Genaueres über den Aufenthalt ist leider nicht erhalten.
Ein eigenes Stadtsiegel lässt sich für das Jahr 1280 nachweisen. Auf dem Siegel findet sich ein Turm, der sich in ähnlicher Form auf dem Stadtwappen erhalten hat.
Ab 1330 entstand die Stiftskirche.

### Salzschifffahrt vom Mittelalter bis ins 19. Jahrhundert
Laufens Geschichte ist untrennbar mit der Salzschifffahrt verbunden. Die Stadt verdankt ihren Aufstieg dem Salz.
Flüsse waren bis in die Neuzeit hinein die wichtigsten Transportwege und einzige Möglichkeit, große und schwere Lasten zu befördern, so auch die bis ins 19. Jahrhundert kaum regulierte Salzach, die 50 km flussabwärts von Laufen in den Inn mündet, der wiederum in Passau in die Donau fließt.
Das alpine Salz spielte eine bedeutende Rolle, wie man schon an der Namensgebung verschiedener Orte in der weiteren Laufener Gegend erkennt: Abgebaut wurde es in Bad Reichenhall (reichen Hall) und Hallein (kleines Hall), transportiert über die Salzach und lokale Hauptstadt war Salzburg.
Salzhaltige Quellen wurden in Hallein schon in der Steinzeit um ca. 2000 bis 2500 v. Chr. genutzt. Der Salzbergbau begann um 600 v. Chr., die Kelten betrieben bereits Salzfernhandel über die Salzach. Zur Römerzeit wurden die Solequellen in Bad Reichenhall genutzt, sodass die Verschiffung über die Saalach weiter zur Salzach erfolgte. Ab dem 6. Jahrhundert gehörten die Bad Reichenhaller Salinen dem Agilolfinger Geschlecht. In Bad Reichenhall gab es schon vor 1200 eine Schiffslände. Um diese Zeit wurde Hallein wieder der wichtigste Ort im Ostalpenraum für die Salzgewinnung.
Das Salz wurde flussabwärts verschifft. Die Schiffe wurden u. a. mit Getreide und Wein beladen flussaufwärts gezogen. Seit dem Mittelalter gab es für den Gegenzug entlang der Salzach Pfade, die Treidel- oder Treppelwege. Das Ziehen übernahmen teilweise Pferde, teilweise Menschen. Zwischen Laufen und Hallein war der Gegenzug durch Pferde bis 1426 verboten, damit auch arme Laufener ein Auskommen finden konnten. An einem Tag konnten die Schiffe 20 bis 40 km weit gezogen werden, für die Strecke Laufen-Passau und zurück wurden im 15. Jahrhundert rund zwei Wochen benötigt.
Laufen hatte eine strategisch günstige Lage. Es gab einen Felsen, den 1773 gesprengten Nocken, der es zusammen mit den Stromschnellen im Fluss unmöglich machte, ohne Hilfe vom Ufer durch Sicherung mit Seilen und Planken die Schiffe durch die Flussschleife zu lenken. Teilweise wurde auch die Ladung von kleineren in größere Schiffe umgeladen. Damit konnten die Salztransporte auch gut kontrolliert werden. Mit der Schiffherrenordnung vom 4. Juli 1267 wurde geregelt, dass auf der Strecke flussaufwärts von Laufen das Salz nur auf von den Schiffherren gemieteten Schiffen transportiert werden durfte. Flussabwärts konnten dagegen Privatunternehmer, die Fertiger, eigene Schiffe verwenden, wobei sie auch für Schiff und Ladung einstanden. Fertiger waren Bürger aus Laufen sowie Hallein, Salzburg, Burghausen, Schärding und Passau. Zum Ende des Mittelalters wurde der Salztransport durch Fertiger reglementiert, pro Jahr durfte ein Fertiger ca. 400 bis 500 Tonnen transportieren. Die Anzahl der Schiffe je Schiffherr wurde ebenso geregelt wie deren Größe: jeder Schiffherr durfte zwei große Schiffe mit neun Mann Besatzung (Aschen) und ein kleines mit sechs Mann (Sechser) haben.
27 Laufener wurden durch die Schiffherrenordnung zu Schiffherren und Laufen wurde damit zum Zentrum der Salzschifffahrt. Die Schiffherren gehörten zum Laufener Patriziat und hatten damit ungefähr die gleiche Stellung wie der ritterliche Adel. Die eindrucksvollen Herrenhäuser sind mit der ganzen mittelalterlichen Altstadt erhalten. Erzbischof Pilgrim II. begann Ende des 14. Jahrhunderts damit, ein erzbischöfliches Schiffsmonopol aufzubauen. Er und sein Nachfolger kauften die Schiffsrechte auf, 1417 waren alle 27 Schiffsrechte in bischöflichen Besitz gewechselt. Die Fertiger blieben als Mieter der Schiffe im Geschäft. Die Salzburger Bischöfe hatten allerdings nur Verfügungsgewalt über die Strecke von Laufen bis Hallein, da die Salzach flussabwärts von Laufen zu Bayern gehörte.
Erzbischof Friedrich II. erließ am 31. Januar 1278 eine Ordnung für Ausfergen. Ausfergen waren bischöflich verbeamtete Schiffleute, die als Führer auf den Schiffen selbst mitfuhren, wobei sie für das Schiff hafteten. Hintergrund all dieser Reglementierungen war, dass der Salztransport sichergestellt werden sollte. Weder sollten sich die Beteiligten zu viel Konkurrenz machen, noch sollten unqualifiziertes Personal oder unbrauchbare Schiffe eingesetzt werden.
Insgesamt gab es in Laufen 40 Ausfergen, deren soziale Stellung meist (aber nicht zwingend) unterhalb der der Schiffherren stand. Sie hatten auch bei Angriffen auf das Salzburger Gebiet ein halbes Dutzend Leichtbewaffnete oder Armbrustschützen aufzubieten. Vermutlich findet das noch heute bestehende Schifferschützen-Corps von Laufen-Oberndorf dort seine Wurzeln. Die Ausfergen waren anfangs lediglich für den Schiffsverkehr flussaufwärts von Laufen zuständig. Nach dem Rückkauf der Schiffrechte von den Schiffherren übernahmen die Ausfergen langsam die Position der Fertiger, sie stiegen sozial auf, wurden unternehmerisch tätig und wurden schließlich vom Schiffer zusammen mit der erzbischöflichen Verwaltung zum Organisator der Schifffahrt zwischen Laufen und Hallein. Die Ausfergen bauten in den nächsten Jahrzehnten ihre Machtposition immer weiter aus. Ihre Geschäftsmethoden wurden so rigoros, dass Kardinal Matthäus Lang 1530 eingriff und das Amt neu ordnete. Bis dahin stellten 30 Familien 40 Ausfergen, danach waren es nur noch vier Familien, die ausschließlich als Unternehmer agierten. Diese Familien stiegen zum Salzburger Adel auf. Den Titel Erbausferge gab es noch bis zum Anfang des 19. Jahrhunderts.
Für die bayrische Strecke flussabwärts gab es seit dem 14. Jahrhundert die Naufergen, die etwa die gleichen Aufgaben wie die Ausfergen wahrnahmen. Sie steuerten im Auftrag der Fertiger die Schiffe, die oft in Konvois unterwegs waren, wobei sie auf dem größten Schiff oben auf der Salzladung standen und Zeichen gaben.
Die einfachen Schiffersleute hatten ein hartes Leben. Zwischen Ende Dezember und Ende März ruhte die Schifffahrt und somit fehlte eine Einkommensquelle. Die Erzbischöfe erlaubten daher Fischerei zwischen Laufen und Tittmoning und das Sammeln von Treibholz zwischen Laufen und Salzburg. Ebenfalls erlaubt war der Verkauf von Schiffleut-Fuder, Salzstöcke, von denen 13 Stück je Schiff nach Laufen gebracht und dort verkauft werden durften. Ein weiterer Zuverdienst war im Umfeld des Brauchtums möglich, z. B. als Sternsinger. Vermutlich geht auch der noch heute bestehende Brauch des Schifferstechens darauf zurück.

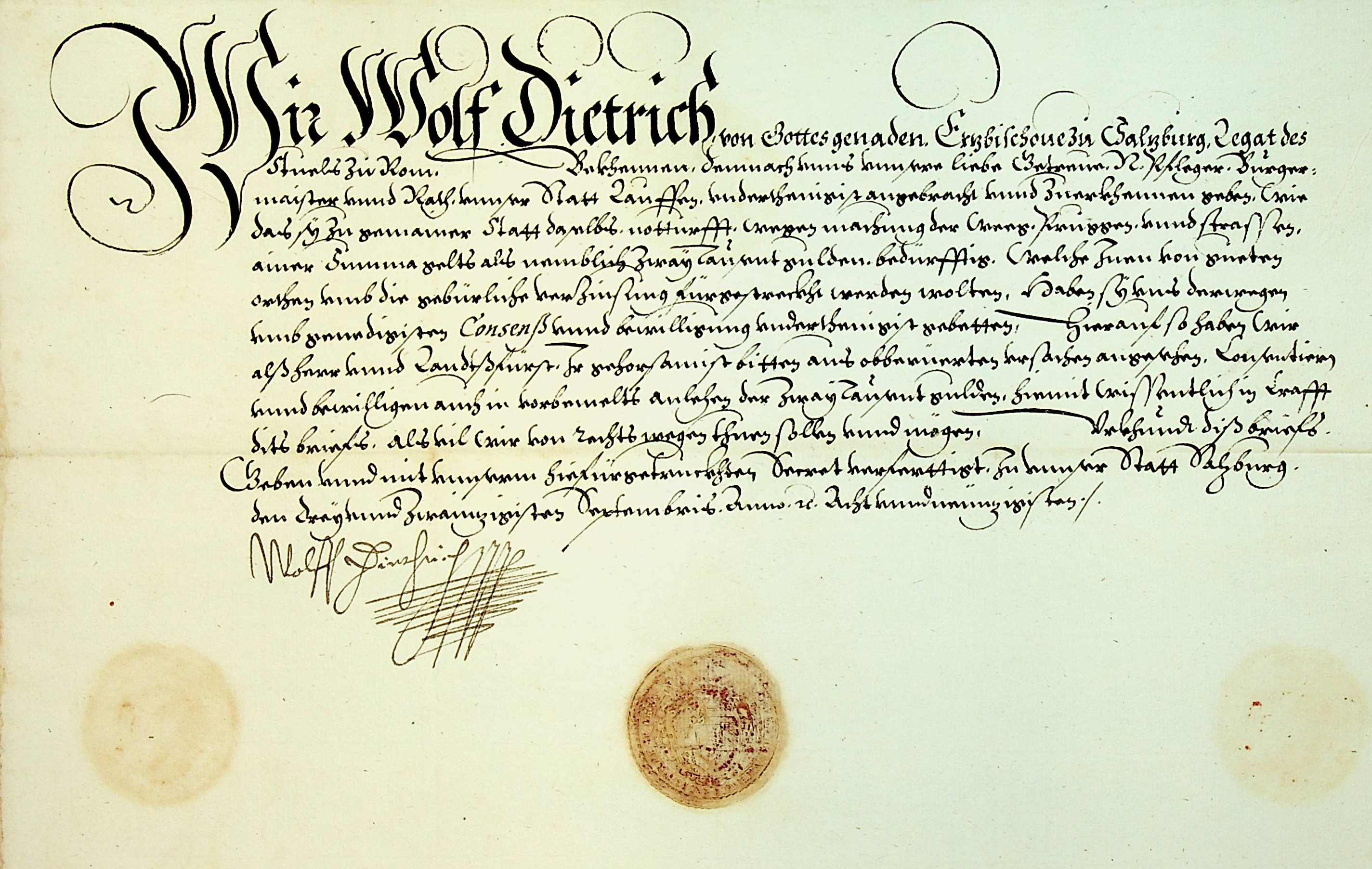
Fürsterzbischof Wolf Dietrich von Raitenau bewilligt der Stadt Laufen 1598 einen Zuschuss von 2000 Gulden. Original im Stadtarchiv Laufen. Transkription bei Bild-Einzelheiten

Ihre beste Zeit erlebte die Salzschifffahrt in Laufen im 16. Jahrhundert. 1575 fuhren insgesamt 3327 Schiffe durch Laufen, die größeren mit fast bis 15 Tonnen beladen. In dieser Zeit wurden auch die erzbischöflichen Regelungen immer wieder überarbeitet (und bis in diese Zeit reichen die erhaltenen Stadtratssitzungsprotokolle der Stadt Laufen zurück). 1590 wurden von 39.200 Tonnen in Hallein produziertem Salz 32.870 Tonnen mit 2260 Schiffsladungen befördert. Ebenfalls in dieser Zeit verschärften sich die politischen Differenzen zwischen Salzburg und Bayern wegen des gewinnträchtigen Geschäfts und der zunehmenden Konkurrenz der habsburgischen Salinen. In einem neuen Vertrag zwischen Bayern und Salzburg vom 22. November 1594 garantierte Herzog Wilhelm V. von Bayern die Abnahme der gesamten per Schiff verkauften Halleiner Produktion zusammen mit der Abnahme von 1500 Hallfahrten pro Jahr. Damit begann Bayerns Dominanz im Salzgeschäft, die sich in Laufen durch die Institution des dort ansässigen bayerischen Salzpflegers als persönlichem Vertreter des Herzogs manifestierte. Zu seinen Aufgaben gehörte die Wartung von Schiffen, das Anwerben von Schiffsleuten für Fahrten flussabwärts und die Beaufsichtigung der Naufergen. Die Spannungen zwischen Salzburg und Bayern eskalierten schließlich in militärischen Aktionen und einem Angriff auf Salzburg mit Gefangennahme des Erzbischofs Wolf Dietrich, der 1617 im fünften Jahr seiner Festungshaft verstarb. 1611 endete nach einem neuen Vertrag die dominante Stellung des Halleiner Salzes, was zu einem deutlichen Rückgang der Salzschifffahrt mit entsprechenden Folgen für Laufen führte. Durch die neuen Verträge fand auch das freie Unternehmerdasein der Fertiger, nicht aber der Erbausfergen, ein Ende.
Die Salzschifffahrt stand nun unter alleiniger bayerischer Kontrolle. Die Salzfahrten wurden besser organisiert. Waren früher größere Konvois die Ausnahme, gab es nun ab Laufen Schiffszüge mit 12 bis 30 Schiffen. Bis Laufen war die Salzach schwerer schiffbar, weshalb eher einzelne und nicht so schwer beladene Schiffe unterwegs waren. Während der nächsten 200 Jahre gab es immer wieder politische Spannungen und Streitigkeiten. Der Dreißigjährige Krieg wirkte sich negativ auf den Salzhandel aus. Die Habsburger behinderten die Einfuhr von Halleiner Salz nach Böhmen, 1706 kam es zur Sperre. Ende des 18. Jahrhunderts wurden nur noch 9800 Tonnen Salz durch Laufen geschifft. Der Salzpreis war auch gesunken, das Halleiner Salz erzielte den niedrigsten Preis in ganz Europa. Gewinne waren nur noch schwer zu erwirtschaften, weshalb der Druck auf die Arbeitslöhne der einfachen Schiffersleute stieg. Um 1700 war der Tiefstand der Salztransporte, die Armut unter den Laufener Schiffern wurde zum sozialen Brennpunkt und führte sogar zu einem Heiratsverbot für Männer ohne eigene Wohnung, die womöglich der Gemeinschaft zur Last fallen könnten.
Ende 1803 endete die geistliche Herrschaft in Salzburg und damit das dortige Salzmonopol. Die Erbausfergen verloren kurz darauf ihre Privilegien. 1816 kam es zur Trennung von Laufen, das zu Bayern kam, und Oberndorf, das zu Österreich kam. Die Salzschifffahrt wurde wieder neu geregelt. Österreich sorgte von nun an für die Transportwege, also die Fahrrinne und die Wege für den Gegenzug, die Schiffergemeinden, auch die in Laufen, waren für die Schiffe und den Salztransport zuständig. Mit der Schifffahrt ging es weiter bergab. Mitte des 19. Jahrhunderts bemühte sich der Laufener Magistrat darum, Schiffleute in anderen Berufen unterzubringen, u. a. wurde für 43 Söhne aus Schifferfamilien das Lehrgeld für eine andere Ausbildung übernommen.
Mit dem Aufkommen der Eisenbahn in der ersten Hälfte des 19. Jahrhunderts verlor die Salzschifffahrt endgültig an Bedeutung. Das neue Verkehrsmittel war billiger und zuverlässiger, der aufwändige Gegenzug entfiel. Einige Zeit wurden noch Einwegplätten aus unbehandeltem Zirbenholz verwendet, die am Ziel zerlegt und als begehrtes Feuerholz verkauft wurden. Am 23. August 1866 erfolgte der letzte Salztransport von Hallein nach Passau. 1871 kam das endgültige Ende der Salzschifffahrt mit dem Anschluss von Hallein ans Eisenbahnnetz.
Heute erinnern an die Salzschifffahrt noch touristische Plättenfahrten und verschiedene Laufener und Oberndorfer Bräuche, zu denen auch das Schifferstechen gehört.

### Ausgewählte Ereignisse

#### Laufen im Zweiten Koalitionskrieg
Der Zweite Koalitionskrieg (1798/99–1801/02) wurde von einer Allianz um Russland, Österreich und Großbritannien gegen das im Ersten Koalitionskrieg erfolgreiche revolutionäre Frankreich geführt. Laufen war davon unmittelbar betroffen. Die in der Schlacht bei Hohenlinden am 3. Dezember 1800 geschlagenen Österreicher zogen sich, verfolgt von den Franzosen, nach Süden in Richtung Salzburg zurück. Am 12. Dezember 1800 überquerte die Division Fürst Liechtenstein in Laufen die Brücke nach Oberndorf. Um ein Nachrücken der Franzosen zu verhindern, wurde die Brücke abgetragen. Die Österreicher verschanzten sich auf dem Totenberg.
Einen Tag später trafen die Franzosen ein. Einige Soldaten schafften es, die winterliche Salzach schwimmend zu durchqueren, dann am anderen Ufer wenige Schiffe zu erbeuten und einige hundert Mann überzusetzen. Zur Ablenkung wurden die Österreicher von Arbisbichl und vom Burgfeld aus mit Kanonen beschossen. Die Österreicher mussten sich zurückziehen. Die Franzosen machten 150 bis 200 Gefangene, darunter 4 Offiziere. Beide Seiten hatten mehrere Dutzende Gefallene, die z. T. einfach in die Salzach geworfen wurden.
Ab da zogen immer mehr französische Truppenteile durch Laufen. Am 14. Dezember 1800 quartierte sich Obergeneral Jean-Victor Moreau im Schloss Laufen ein. In der Stadt wurden zunächst 4000 Mann bei 100 Bürgerfamilien einquartiert, die auch für die Verpflegung zuständig waren. In Laufen kam es zu Plünderungen und Übergriffen auf die Bevölkerung. Viele Laufener verließen ihre Häuser und versteckten sich in den umliegenden Wäldern. Dokumentiert sind u. a. 57 Vergewaltigungen, mehrere Folterungen, um an Vieh und Geld zu kommen, 24 Verwundete durch Plünderer und 7 Tote. Bis zum Abzug der Franzosen am 22. März 1801 belief sich der Quartiersstand im Landgericht Laufen auf insgesamt ca. 100.000 Mann und 25.000 Pferde.

#### Wechselnde Regierungen ab 1803, die Trennung von Laufen und Oberndorf 1816
Zwar stellt die Salzach eine geographische Grenze zwischen Laufen und Oberndorf dar, politisch wurden die beiden Orte erst 1816 getrennt, nachdem der Ort kulturell und politisch Jahrhunderte eine Einheit gewesen war.
Laufen und Oberndorf gehörten ursprünglich zum Fürsterzbistum Salzburg. Im Gefolge der napoleonischen Kriege und des Wiener Kongresses wechselte das Gebiet, in dem Laufen und Oberndorf liegt, mehrfach den Besitzer. 1803 dankte der letzte regierende Fürstbischof Hieronymus von Colloredo ab.
Von 1803 bis 1806 waren die Gebiete Teil des Kurfürstentum Salzburg unter Ferdinand III., dies war Bestandteil des Vertrags von Paris (1802). Der Friede von Pressburg 1805 regelte, dass das Land Salzburg am 17. Mai 1806 als Herzogtum Teil Österreichs wurde. Mit der Kriegserklärung von Kaiser Franz II. gegen Napoleon wurde der Flachgau u. a. wegen der Brücke von Laufen über die Salzach Aufmarschgebiet der österreichischen Truppen. Salzburg und die verbundenen Ländereien wurden im weiteren Kriegsverlauf französisch besetzt und war 1809/1810 unter französischer Verwaltung. Mit dem Friede von Schönbrunn und dem Pariser Vertrag wurde Salzburg am 30. September 1810 Teil von Bayern. Laufen und Oberndorf wurden damit in den neu gegründeten Salzachkreis eingegliedert.
Damit wurde auch die Verwaltung umorganisiert, die die bisherigen Ereignisse ohne wesentliche Änderungen überstanden hatte. Das Gerichtswesen wurde neu organisiert, das neu gebildete Landgericht Laufen, ein Landgericht I. Klasse, übernahm den größten Teil der Aufgaben des vormaligen Pfleggerichts. Für Finanzen wurde ein eigenes Rentamt geschaffen, da mit der neuen Regierung nun Geldleistungen anstatt Dienst- und Naturalleistungen verlangt wurden. 1811 wurde das Oberndorfer Salzfertigeramt aufgehoben und durch einen Salzfaktor, der im Laufener Schloss residierte, ersetzt.
Mit dem Verlust des Russlandfeldzugs 1812 von Napoleon wechselte Bayern die Seiten und schloss sich der anti-napoleonischen Koalition mit dem Vertrag von Ried 1813 an. Der Wiener Kongress führte zu keiner Lösung der Gebietsfrage der vormaligen Salzburger Ländereien samt Laufen und Oberndorf. Um eine österreichische Okkupation von Salzburg durch die aus Frankreich zurückkehrenden Truppen zu vermeiden, verlegte Bayern seinerseits 1815 Truppen nach Salzburg. Der Pfleger in Laufen erhielt den Auftrag, die Brücke abzubrechen, sollten österreichische Truppen eindringen.
Ein Krieg konnte 1816 vermieden werden. Im Vertrag von München verzichtete Bayern auf Salzburg. Die links der Salzach liegenden Gebiete und somit Laufen verblieben bei Bayern, die rechtsseitigen Gebiete mit Oberndorf gingen an Österreich. Die Wahl der Grenze war militärisch bedingt und nahm keine Rücksicht auf den gemeinsamen Wirtschafts- und Kulturraum.
Damit wurden Laufen und Oberndorf, die historisch für über 1000 Jahre ein Ort waren, politisch geteilt.
Das nun bayerische Laufen war nach der Teilung in einer Randlage des Königreichs. Laufen verlor große Teile seines Hinterlandes und das Landgericht den größten Teil seines Zuständigkeitsbereiches. Fielen vor der Teilung 24 Steuerdistrikte mit 14.159 Einwohnern in die Zuständigkeit des Landgerichts Laufen, waren es danach nur noch 8 Steuerdistrikte mit 4.888 Einwohnern. In Laufen wurde ein Beizollamt eingerichtet, das für den Schiffsverkehr und den Grenzverkehr über die Brücke zuständig war. Durch die Laufener Schiffer blühte der Schmuggel. 1818 wurden die zum Landgericht Laufen gehörenden Gemeinden neu gebildet.

#### Stadtbrände

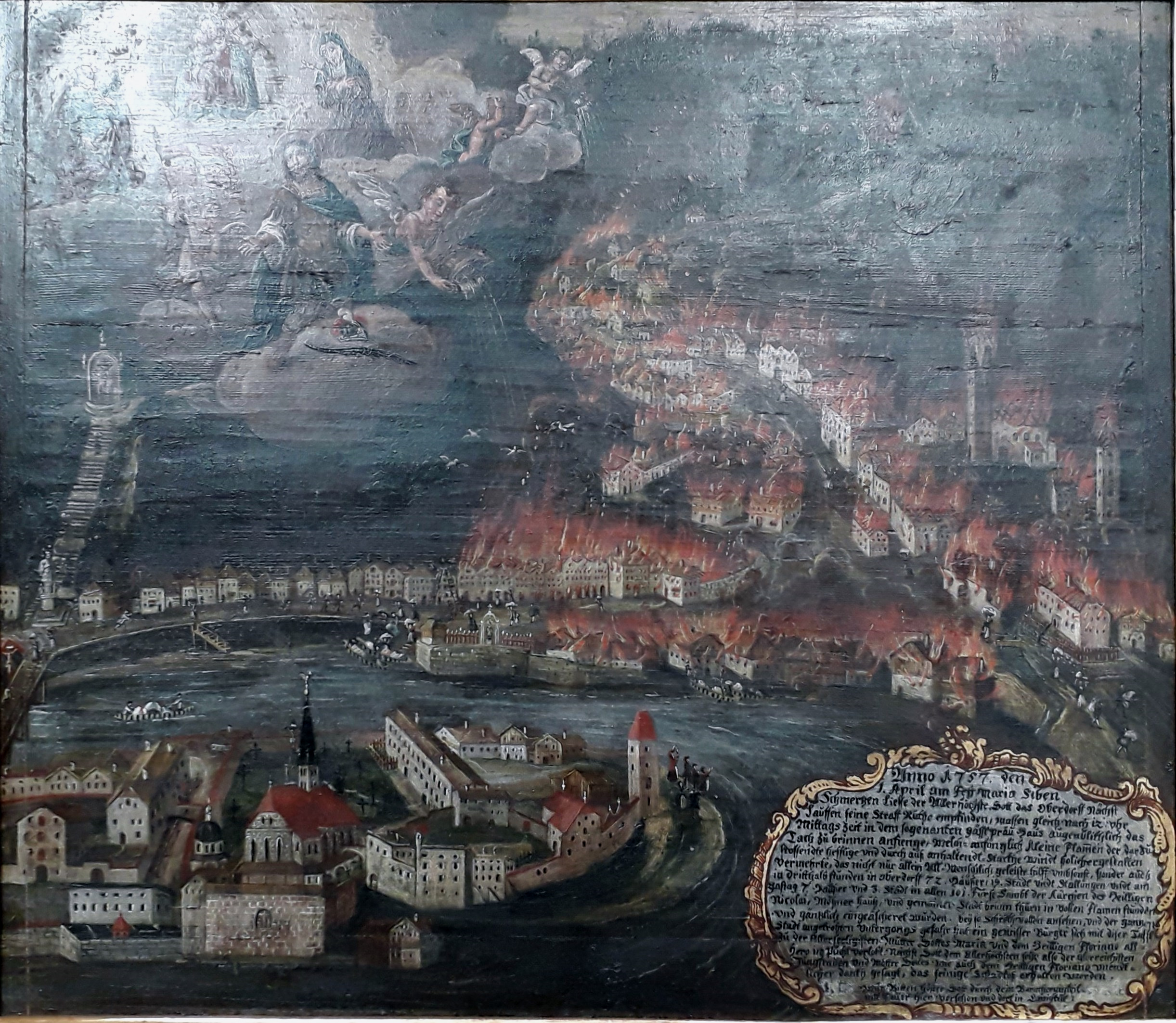
Brand Oberndorf 1757

Neben den wiederkehrenden Salzachhochwässern wurden Laufen und Oberndorf auch mehrmals von katastrophalen Stadtbränden heimgesucht, die größere Teile der Stadt zerstörten.
1618 brannten in Altach 14 Häuser ab. Eigentlich für den Schlossbau bestimmt wurden 800 Stämme Holz aus dem landesfürstlichen Forst in der Lebenau für den Wiederaufbau verwendet.
1663 brannten in Laufen 58 Häuser nieder, was der halben Stadt entsprach. Wie durch ein Wunder blieb das Eckhaus am Marienplatz, das heutige Kaufhaus Pauli in der Schloßstr. 18, unversehrt. Die damalige Hausherrin Sophia Tettenpacher hatte auf ihrer Flucht vor dem Feuer gelobt, dass sie die Hälfte des Wertes des Hauses den Armen spenden wolle, sollte das Haus unbeschadet bleiben. Laut einer anderen Quelle waren es 65 Häuser, auch der obere Stadtturm. In der Folge dieser Katastrophe wurden im Jahr 1665 zwei Feuerspritzen angeschafft. Der Wiederaufbau dauerte mehrere Jahre.
1757 brannten in Oberndorf 101 Gebäude, überwiegend Wohnhäuser, aber auch Stallungen und die Kirche St. Nikolaus samt Mesnerhaus und das Schifferspital. Noch im Jahr 1802 war der Wiederaufbau nicht beendet.

### Spätes 19. Jahrhundert, Erster Weltkrieg bis Weimarer Republik
Die Zeit bis zum Ersten Weltkrieg war relativ ruhig. Die Stadt war ein lokales Verwaltungszentrum. 1890 wurde Laufen über eine Nebenstrecke nach Freilassing ans Bahnnetz angeschlossen, der damalige Bahnhof befand sich an der heutigen Gottfried-Dachs-Straße. Die Strecke wurde weiter bis Tittmoning verlängert. 1908 wurde die Bahnstrecke Mühldorf–Freilassing fertig und der Bahnhof wurde an seinen heutigen Standort am Stadtrand verlegt.
Seit dem 16. Jahrhundert bis 1889 wurde Laufen mit Wasser hauptsächlich über eine Leitung aus Oberndorf versorgt. Die vielen Salzachhochwässer unterbrachen die Wasserleitung aber immer wieder. 1889 bekam Laufen seine eigene Wasserversorgung aus einer Quelle bei Lauterbrunn in der Nähe des Abtsees. 1923 gab es drei Autobesitzer in der Stadt, im Laufe der Jahre nahm die Zahl kontinuierlich zu. Das Radio verbreitete sich langsam, aber stetig. 1902 gab es die erste öffentliche Telefonzelle beim Postamt.
Bemerkenswert ist der Bau der neuen Länderbrücke. Wenigstens seit 1278 gab es dort, wo heute der Europasteg ist, eine Holzbrücke über die Salzach; die alten Reste der Brückenpfeiler sind bei Niedrigwasser noch zu sehen. Über die Jahrhunderte litten Laufen und Oberndorf immer wieder unter Überschwemmungen, die die Brücke beschädigten oder komplett zerstörten. Alleine in der letzten Dekade des 19. Jahrhunderts gab es vier schwere Hochwässer. Die Planungsarbeiten für eine neue „stabile Brücke aus Stein und Eisen“, wie es damals hieß, begannen 1896, der Bau wurde zwischen Dezember 1901 und Mai 1903 vollendet und am 2. Juni 1903 wurde die Brücke eingeweiht. Die Brücke galt bereits damals als eine der schönsten Deutschlands, zum hundertjährigen Jubiläum erschien eine gemeinsame deutsch-österreichische Sonderbriefmarke mit dem Brückenmotiv.
Mit Ausbruch des Ersten Weltkriegs ging die Exekutive auf die Militärbehörden über. Der Grenzverkehr zu Österreich wurde stark eingeschränkt. Mehrere hundert Männer wurden zum Kriegsdienst einberufen, 64 kehrten nicht von der Front zurück. Daran und auch an den Krieg von 1870 und an den Zweiten Weltkrieg erinnert das Kriegerdenkmal mit den Namen der Toten. Im Laufener Schloss waren kriegsgefangene Russen, Serben und Franzosen interniert.
Von 1910 bis 1912 war der Kapuzinerpater Ingbert Naab (1885–1935), der später als ein früher und energischer Widersacher der Nationalsozialisten bekannt wurde, Seelsorger in Laufen.
Von 1916 bis 1923 emittierte Laufen eigenes wertstabiles Notgeld. Arbeit fanden die Laufener in diesen harten Zeiten bei diversen Baumaßnahmen, unter anderem die Landwirtschaftsschule, das Wasserkraftwerk Lebenau, das Krankenhaus oder der Hochwasserschutzdamm an der Salzach.
Die politischen Unruhen im Bayern um 1920 erreichten Laufen kaum.

### Nationalsozialismus und Zweiter Weltkrieg
Mit der Machtergreifung der Nationalsozialisten am 30. Januar 1933 wurde auch das Stadtparlament nationalsozialistisch dominiert. Der Bürgermeister Franz Fuchs und eine Reihe demokratisch gesinnter Stadträte traten zurück. Am 31. März des Jahres wurde Max Kammerer zum kommissarischen Bürgermeister ernannt, am gleichen Tag erhielt u. a. Adolf Hitler die Ehrenbürgerschaft. Die heutige Schlossstraße und die Rottmayrstraße wurden in Hindenburgstraße umbenannt, der Stadtplatz in Adolf-Hitler-Platz. Rasch wurden NS-Organisationen, so sie noch nicht vorhanden waren, gegründet. Es folgten die für die Zeit üblichen Maßnahmen. Angestellte und Beamte durften sich nur noch in nationalsozialistischen Organisationen betätigen. So wurde auch die Abberufung des Direktors des Elektrizitätswerks, Josef Heid, vom Stadtrat begrüßt. Bei der Volksabstimmung über das Staatsoberhaupt des Deutschen Reichs stimmten laut „Laufener Tageszeitung“ vom 20. August 1934 im Stimmbezirk Laufen I 1339 Wähler für die Vereinigung der Ämter des Reichspräsidenten und des Reichskanzlers in der Person Adolf Hitlers, 97 stimmten dagegen, und zwei Stimmen waren ungültig. Im Stimmbezirk Laufen II gab es 44 Ja-Stimmen, im Stimmbezirk Laufen III 91, jeweils ohne Gegenstimme.
Einheiten des Reichsarbeitsdienstes waren an der Regulierung der Sur und beim Bau des Freibades Brodhausen sowie im Schönramer Filz beim Torfstich aktiv. Es gab die üblichen Aufmärsche und Feierlichkeiten. Die Wiedereinführung der Wehrpflicht 1935 wurde mit einem Fackelzug und Hakenkreuzbeflaggung gefeiert. 1938 wurde das im Gemeinschaftsarbeit von den Laufenern gebaute Seebad am Abtsdorfer See fertiggestellt. Die Organisation Kraft durch Freude veranstaltete auch Reisen nach Laufen.
In den 1930er Jahren war der Nationalsozialismus in Österreich zunächst noch illegal. Über den Grenzfluss Salzach wurde heimlich Propagandamaterial ins Nachbarland geschmuggelt. Am Salzachufer wurde auf Höhe des Zinkenturms ein Lautsprecher aufgestellt, mit dem Oberndorf mit Propaganda beschallt wurde. Auf der Sapplhöhe wurde ein großes und beleuchtetes Hakenkreuz aufgestellt, das man von Oberndorf aus sehen konnte. Mit dem Anschluss Österreichs ans Deutsche Reich rückten auch über die Länderbrücke am 13. März 1938 deutsche Truppen in Österreich ein.
Antisemitismus wurde in dieser Zeit auch in Laufen praktiziert. Die meisten Mitglieder der Familie Friedmann, der einzigen jüdischen Familie Laufens, kamen in Konzentrationslagern um. Der in Laufen geborene aber mit seiner Familie vor Schuleintritt weg gezogene jüdische Jurist Julius Charig verstarb im Warschauer Ghetto.
In den Jahren vor Kriegsausbruch waren vor allem die jüngeren Laufener bereits auf den Krieg vorbereitet worden, z. B. bei der Hitlerjugend mit Schießübungen oder Handgranatenwerfen am Schießstand in Mayrhofen. Für das in Laufen kasernierte Ergänzungsbataillon des Gebirgsjägerregiments 100 begann der Zweite Weltkrieg am 7. September 1939 mit der Abfahrt am Bahnhof. Zur selben Zeit wurden Verbrauchsgüter rationiert und Lebensmittelbezugsscheine ausgegeben. Gefallene Soldaten wurden am Kriegerdenkmal mit Propagandaveranstaltungen geehrt. Mit den Bombenangriffen auf München ab 1942 wurden „Ausgebombte“ von dort auch nach Laufen evakuiert. Laufener Schüler, die in Freilassing zur Schule gingen, taten auch in Salzburg Dienst als FLAK-Helfer.

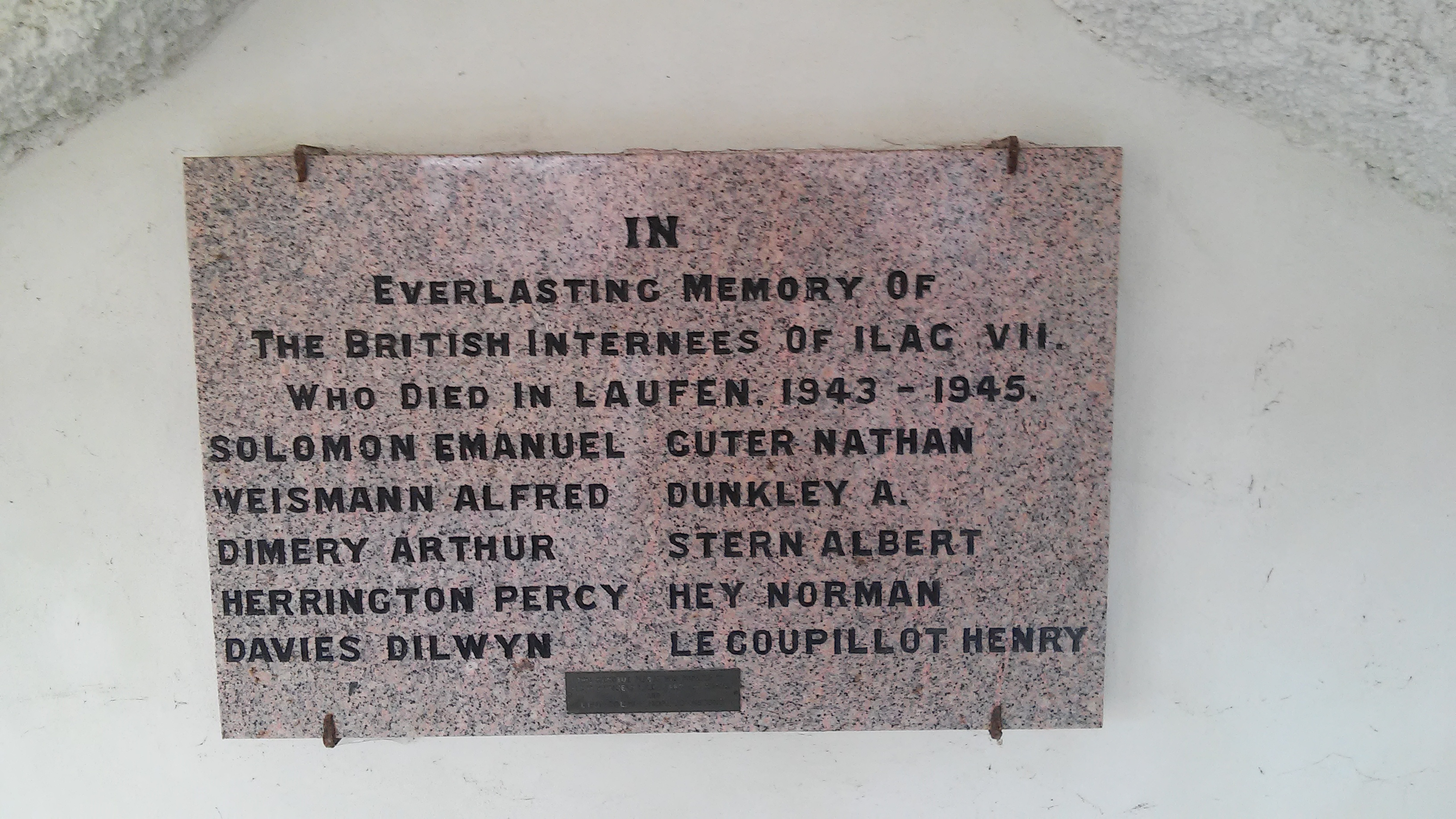
Gedenktafel an die verstorbenen Internierten im Zweiten Weltkrieg

Zwar gab es eine Reihe von Luftschutzräumen und auch immer wieder Fliegeralarme. Laufen wurde jedoch nicht bombardiert und überstand den Krieg unbeschadet. Dies mag auch daran gelegen haben, dass das Schloss als Kriegsgefangenenlager Oflag VII-C für ca. 1000 britische und amerikanische Offiziere genutzt wurde. Im Mai 1942 wurden die Offiziere in ein anderes Lager verlegt und das Schloss wurde als Internierungslager Ilag VII für einige hundert Männer genutzt, die von den Kanalinseln Jersey und Guernsey kamen, sowie für einige amerikanische Zivilisten, die durch den plötzlichen Kriegseintritt der USA nach dem japanischen Angriff auf Pearl Harbor im Dezember 1941 Europa nicht schnell genug verlassen konnten. Im Ilag waren zeitweise einige damals sog. Vorzugsjuden interniert. Auf dem „alten Friedhof“ erinnert eine Gedenktafel an die dort Verstorbenen.
In Laufen Lebenau endete am 1. Mai 1945 der Todesmarsch der KZ-Häftlinge aus dem Regensburger KZ-Außenlager Colosseum des KZ Flossenbürg nach neun Tagen. Von 500 Häftlingen wurden weniger als 50 Überlebende von den Alliierten befreit. Die Wachmannschaft floh vor den anrückenden gegnerischen Truppen. Anwohner sprachen von Erschießungen unter den Gefangenen, 13 wurden im Wald verscharrt. Kurz darauf mussten frühere Parteimitglieder diese wieder ausgraben. Die Toten wurden an der Ecke Tittmoningerstraße/Teisendorferstraße beigesetzt, dort erinnert eine kleine Gedenkstätte daran. 1958 wurden die Leichen exhumiert, um sie zu identifizieren.
Kurz vor Kriegsende wurde der Volkssturm ausgerufen und 164 Männer mit vollkommen unzureichender Bewaffnung zur Verteidigung aufgestellt. Die Länderbrücke wurde zur Sprengung vorbereitet, an den Ortszufahrten Verteidigungslinien und Panzersperren errichtet. Noch am 30. April 1945 wurden Männer, die nicht kämpfen würden, von einem Oberndorfer SS-Führer mit dem standrechtlichen Erschießen bedroht. Am 1. Mai wurden die Männer vom Volkssturm über die Lage informiert, der Bürgermeister Nikolai beauftragte den Volkssturmführer, alles zur Rettung der Brücke und der Stadt zu tun, wohingegen der Oberndorfer SS-Oberleutnant drohte, die Sprengladungen an der Brücke nötigenfalls mit einer Panzerfaust zu detonieren. Am 4. Mai, als die Alliierten in Sichtweite waren, entschärften Oberndorfer und Laufener noch rechtzeitig die Sprengsätze. Am selben Tag rückten Teile der 106. Kavalleriegruppe und des 7. Infanterieregiments der Amerikaner in Laufen ein. Der Bürgermeister hatte sie vor dem Stadttor erwartet und die Stadt kampflos übergeben, womit für Laufen der Krieg zu Ende war.

### Nachkriegszeit

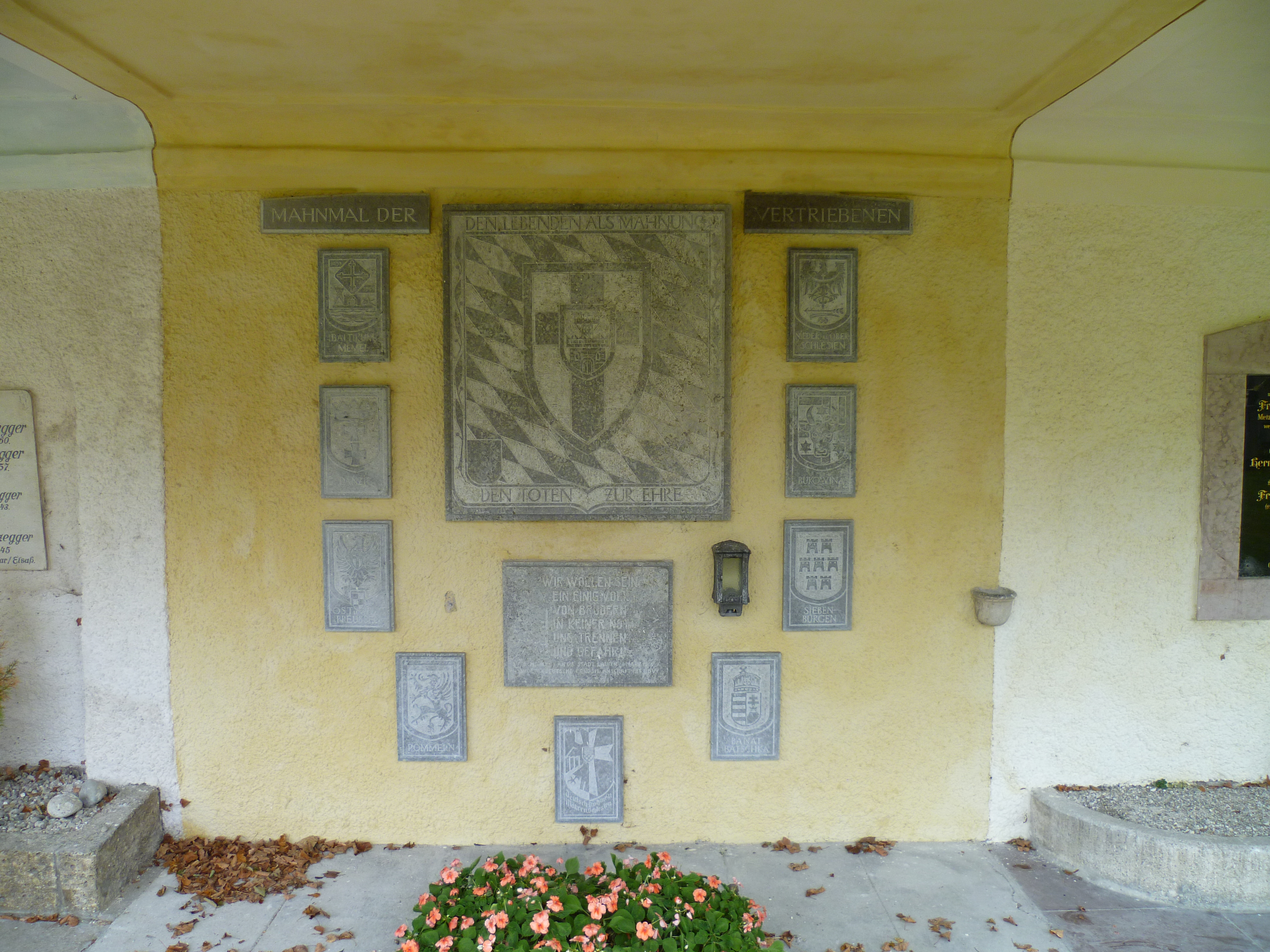
Vertriebenendenkmal innerhalb des „alten Friedhofs“

In Laufen wurde eine Militärkommandantur in der heutigen Poststraße 3 eingerichtet. Unmittelbar nach dem Krieg war die Versorgung der Bevölkerung mit Nahrungsmitteln zusammen mit der Unterbringung von Flüchtlingen ein vordringliches Problem. Das Leben normalisierte sich langsam, die Kriegsgefangenen kehrten zurück, im Laufener Rathaus wurde erstmals nach dem Krieg am 28. Mai 1945 wieder getagt. Von der Militärregierung wurde Dr. Binapfl als 1. Bürgermeister eingesetzt, 2. Bürgermeister wurde der Apotheker Franz Fuchs. Im Rahmen der Entnazifizierung wurden frühere Parteigenossen aus dem Dienst der Stadt entlassen.
Während des Krieges gab es Evakuierungen aus anderen Städten nach Laufen. Bereits zu Kriegsende begannen Flüchtlingsströme aus den früheren deutschen Siedlungsgebieten in Mittel- und Osteuropa gegen Westen, die im Rahmen der ethnischen Säuberungen zu Kriegsende ihren Höhepunkt fanden. Insgesamt musste Deutschland zwölf Millionen Heimatvertriebene aufnehmen, davon vier Millionen in der ehemaligen DDR, acht Millionen im ehemaligen Westdeutschland, davon wiederum zwei Millionen in Bayern. Georg Lakner wurde am 20. November 1945 Flüchtlingskommissar am Laufener Landratsamt. Bis Anfang 1946 wurden mehrere Flüchtlingslager eingerichtet, das größte Auffanglager war auf dem Gelände des heutigen Gymnasiums (erbaut 1965/66) und der Franz-Fuchs-Straße, dazu kamen provisorische Krankenhäuser, Altenheime und Kinderheime. Den größten Anteil der Laufener Flüchtlinge stellten die Sudetendeutschen. 1946 wurden 15.000 Flüchtlinge auf den Landkreis verteilt. Die Bevölkerungsstatistik für Anfang 1947 nennt für Laufen eine Einwohnerzahl von 4503, Flüchtlinge 1118, Evakuierte 330 und Ausländer 331. Der Landkreis Laufen gehörte prozentual zu den Kreisen, die die meisten Flüchtlinge aufnahmen.
Wohnungsbau war vordringlich, am 1. November 1947 wurde die Baugenossenschaft Selbsthilfe Salzachkreis gegründet, die ersten Häuser wurden 1948 in der Franz-Fuchs-Straße und der Tittmoninger Straße gebaut. Die Baugenossenschaft ist nach wie vor eine wichtige Institution in Laufen, bis zur Jahrtausendwende hatte sie fast 400 Wohnungen errichtet. Eine Reihe von Flüchtlingen gründeten eigene Betriebe, die noch heute von den Nachfolgern geführt werden. Ebenso ließen sich einige Flüchtlinge als Ärzte nieder, es gab auch nachhaltigen Einfluss auf das lokale Kulturleben.
Zum Kriegsende wurde die Grenze zum österreichischen Oberndorf geschlossen. Ab 1948 gab es für den „Kleinen Grenzverkehr“ Übertrittsscheine, ab 1950 wurden wieder deutsche Reisepässe ausgestellt, Visumpflicht für Österreich gab es noch bis 1956. Der Schmuggel war einige Jahre lang ein Problem. Es gab auch Strömungen dahingehend, dass der Rupertiwinkel wieder Salzburg zugeschlagen werden sollte, was vom damaligen bayerischen Ministerpräsidenten Wilhelm Hoegner als Hochverrat bezeichnet wurde.

### Eingemeindungen und Gebietsreform
Am 1. Januar 1970 wurden die Gemeinden Heining und Triebenbach eingegliedert. Am 1. Mai 1978 wurde Leobendorf eingemeindet.
Im Rahmen der Gebietsreform in Bayern wurde am 1. Juli 1972 der Landkreis Laufen aufgelöst. In den Räumlichkeiten des damaligen Landratsamts ist heute das Amtsgericht untergebracht. Das Finanzamt Laufen wurde zur Außenstelle des Finanzamts Berchtesgadener Land, nachdem ursprünglich eine Schließung im Raum stand.

## Historische Altstadt

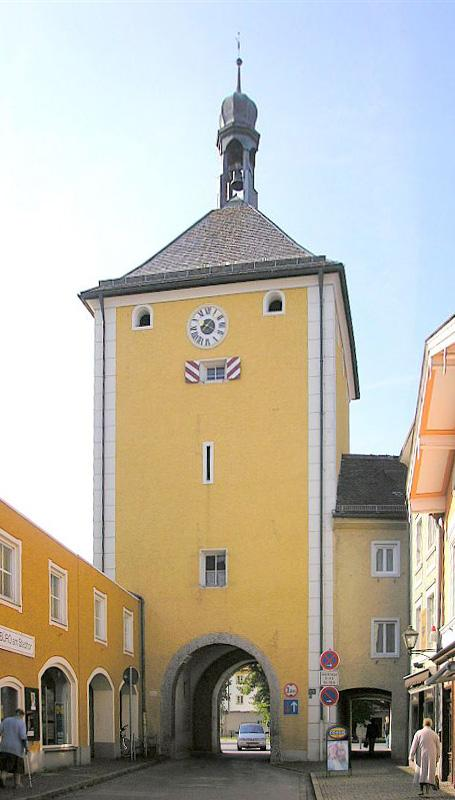
Salzburger Tor

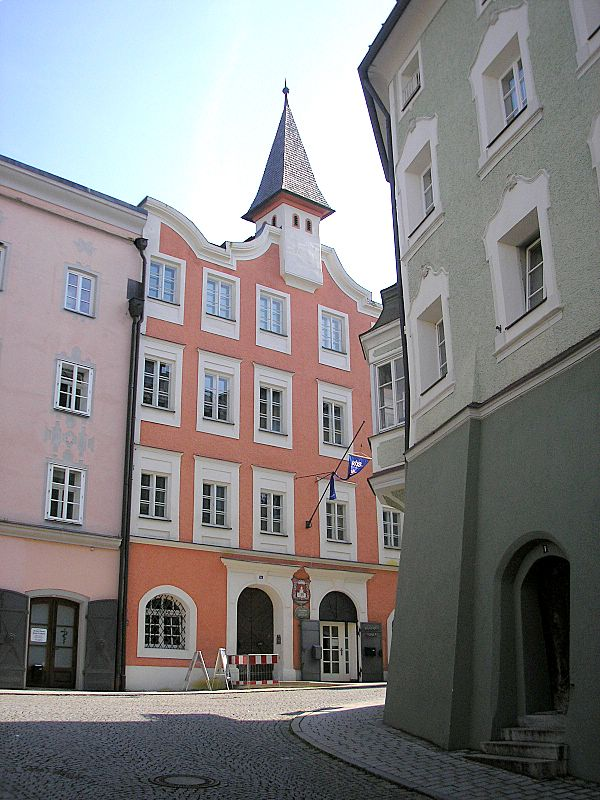
Altes Rathaus

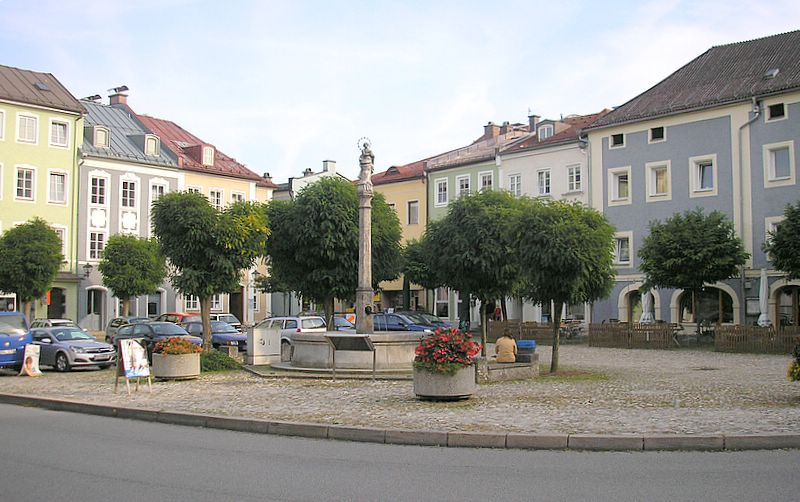
Der Marienplatz mit dem Marienbrunnen

Durch die Grenzziehung von 1816 geriet die Stadt in eine ungünstige Rand- und Grenzlage, die durch den Bau der Bahnstrecke zwischen München und Salzburg ab 1860 noch verstärkt wurde. Als Laufen 1890 an die Hauptstrecke angeschlossen wurde, verlor der Ort endgültig seine ehemalige Bedeutung als Verkehrsknotenpunkt und Handelsplatz am Fluss Salzach.
Die wirtschaftliche Stagnation begünstigte die Erhaltung der historischen Stadtgestalt. Durch die Lage auf der Halbinsel in der Salzachschleife war zudem eine Verbauung der Stadtränder nahezu unmöglich. Die Stadterweiterungen des 20. Jahrhunderts konnten sich nur nach Süden ausbreiten. Die ehemalige Vorstadt Oberndorf entwickelte sich zum eigenständigen Marktort an der neuen Straßen- und Brückenverbindung nach Bayern.
Noch heute ist das alte „Salzburger Tor“ der südliche Hauptzugang zur historischen Altstadt. Östlich des Torturms liegt der nüchterne, im 19. Jahrhundert veränderte Zweckbau des ehemaligen Stadtschlosses, nach Westen ist noch ein kurzes Teilstück der Stadtmauer erhalten. Durch den Torbogen des Stadtturmes gelangt man auf der kurzen Schlossstraße zum Marienplatz (Oberer Stadtplatz), dem heutigen Hauptplatz. Die östliche Seite des Platzes wurde erst Anfang des 20. Jahrhunderts für den Bau der Neuen Stahlbrücke geöffnet. Vorher lief der Verkehr nach Norden durch die Rottmayrstraße zum alten Marktplatz (Rupertusplatz) und weiter hinunter durch das erhaltene „Untere Tor“ über die ursprüngliche Salzachbrücke ans Nordufer des Flusses.
Im Nordosten der Altstadt erhebt sich beherrschend die monumentale Stadtpfarrkirche und spätere Stiftskirche mit ihrem dachreiterähnlichen Westturm. Zwischen den Großbauten des Schlosses und der Hauptkirche wird die historische Hauptachse von teilweise recht stattlichen Bürgerhäusern gesäumt. Die meisten Gebäude sind im typischen Inn-Salzach-Stil als Grabendachhäuser mit Vorschussmauern errichtet. Einige große gotische Spitzbogenportale deuten auf eine spätmittelalterliche Entstehung der meisten Bauten hin, andere Häuser stammen aus dem 17. und 18. Jahrhundert und repräsentieren teilweise den salzburgisch-italienischen Palazzostil. Die Wohn- und Handelshäuser der wohlhabenden Patrizier sind bis zu vier Geschosse hoch und werden oft durch markante Hohlkehlen mit Aufschriften abgeschlossen.
Das Alte Rathaus mit seiner schlichten Barockfassade liegt an der Ostseite des Rupertusplatzes. Den monumentalen Abschluss der ehemaligen Hauptstraße bildet der unverputzte Blockbau der Stadt- und Stiftskirche mit seiner Vorhalle, der Michaelskapelle und dem offenen, kreuzgangähnlichen Bogengang als Grablege des reichen Bürgertums und des Salzburger Stiftsadels.
Im Süden der Rottmayrstraße erinnern einige klassizistische Häuser im Stil der Münchner Ludwigstraße an einen der zahlreichen Stadtbrände (1843). Drei enge östliche Seitengassen werden noch von stützenden Schwibbögen überspannt. Hinter den Fassaden der großen Patrizieranwesen nehmen weitläufige Rückgebäude den Raum nahezu geschlossen ein.
Im Gegensatz zur schluchtartigen Hauptstraße mit ihren repräsentativen Patrizier- und Handelshäusern ist die Westseite der Altstadt wesentlich lockerer und unregelmäßiger bebaut. Einige Gassen führen von der Rottmayrstraße hinunter zur Salzach. Dem historischen Ensemble des Westufers fehlt seit dem verheerenden Hochwasser von 1899 sein Gegenstück auf der heute österreichischen Seite. Das heute weitgehend unbebaute Ufer war vor der Flutkatastrophe dicht mit Schifferhäusern besetzt. Im frühen 20. Jahrhundert wurde die ehemalige Vorstadt Oberndorf südlich und östlich der neuen Stahlbrücke im Osten wieder aufgebaut. Der historische Zusammenhang der bis 1816 ungeteilten Stadt ist im Westen nur noch durch einige etwas höher gelegene Gebäude im Süden der Flussschleife und die barocke Kalvarienbergstiege erlebbar. Erst 2006 wurde der neue Europasteg eingeweiht, der Fußgängern und Radfahrern seitdem wieder einen direkten Zugang zur Kalvarienbergstiege ermöglicht. Der Steg wurde einige Meter neben der ehemaligen Holzbrücke errichtet, deren Fundamente bei Niedrigwasser gut zu erkennen sind. In das Gesamtensemble Laufen muss noch die kleine barocke Wallfahrtskirche Maria Bühel (Oberndorf) über der Salzach einbezogen werden, die vom Kalvarienberg in etwa zehn Gehminuten erreichbar ist.
Der große Marienplatz an der neuen Salzachbrücke wurde nach dem großen Brand von 1843 teilweise wiederaufgebaut. Während die Nord- und Westseite noch mit großen Eckbauten im Inn-Salzach-Stil bebaut ist, zeigen die übrigen Platzwände die schlichten Stilformen des 19. Jahrhunderts ohne die typischen Grabendächer der historischen Städte dieser Region. Der Marienbrunnen in der Platzmitte wird von einer überlebensgroßen Mariensäule überragt.
Von der starken Stadtbefestigung mit ehemals 26 Wehrtürmen sind heute die beiden Tortürme, einige Mauerreste, der Zinkenturm und der Turm am ehemaligen Gefängnis erhalten. Westlich des Salzburger Tores wurde auf dem „Glacis“ vor der ehemaligen Stadtmauer ein kleiner Stadtpark angelegt. Durch Erweiterung mit weiteren Grundstücken entstand im Laufe der Zeit eine großzügige grüne Lunge in der alten Schifferstadt. Nach umfänglicher Umgestaltung wurde im Juli 2011 die Anlage fertiggestellt und in einem feierlichen Festakt mit kirchlichem Segen wieder der Öffentlichkeit übergeben.
Im Osten schützte das früher stark befestigte Schloss als zusätzliches Bollwerk die alte Schiffer- und Handelsstadt.

## Politik

### Stadtrat
Der Stadtrat besteht aus 20 Stadträten sowie dem Ersten Bürgermeister und setzt sich seit der Kommunalwahl vom 15. März 2020 wie folgt zusammen:
| Partei                          | Sitze |
| ------------------------------- | ----- |
| CSU                             | 6     |
| Freie Bürgerliste Laufen (FBL)  | 4     |
| GRÜNE                           | 4     |
| SPD                             | 1     |
| ödp                             | 2     |
| Die Linke – Alternative Liste   | 1     |
| unabhängig-fair-bürgernah (UFB) | 2     |
| Summe                           | 20    |

Gegenüber 2014 haben die Grünen einen Sitz dazu erhalten, den UFB abgeben musste.

### Bürgermeister
Im März 2014 wurde Hans Feil (CSU) mit 63 % der Stimmen im Amt des Ersten Bürgermeisters bestätigt, er ist seit Mai 2008 im Amt. Am 15. März 2020 wurde Feil mit 55,6 % der Stimmen für eine weitere sechsjährige Amtszeit wieder gewählt.

### Wappen
| Wappen Gde. Laufen (Salzach) | Blasonierung: „In Rot ein gemauerter breiter silberner Torbau mit offenem Tor, darauf ein schmälerer Turm, beide gekrönt mit Schwalbenschwanzzinnen.“ |
| Wappen Gde. Laufen (Salzach) | Wappenbegründung: Das heraldische Burgsymbol verweist auf die wichtige Rolle der Stadt Laufen als befestigter Stützpunkt der Erzbischöfe von Salzburg auf der durch die Salzachschleife gebildeten Halbinsel und den Stadtstatus. Laufen wird schon um 1050 als urbs bezeichnet. Seit dem 12. Jahrhundert gilt die Stadtherrschaft der Salzburger Erzbischöfe als sicher. Laufen entwickelte sich am Kreuzungspunkt der Salzach und der Salzstraße zum bedeutenden Stapel- und Umschlaghafen für Reichenhaller Salz und zum wichtigsten städtischen Zentrum des Erzstifts nach Salzburg. Der Zinnenturm findet sich stets in den Siegeln und Wappen, die Detailgestaltung weist jedoch viele Varianten auf. Hupp (1912) zeigt einen spitzbedachten hohen Zinnenturm mit auf beiden Seiten anschließender Zinnenmauer und einem offenen Tor mit Fallgatter. In der Tingierung wurden die Farben des Erzstifts Salzburg, Rot und Silber, übernommen. Ein Siegel der Stadt Laufen wird erstmals in einer Urkunde von 1280 erwähnt und ist in Abdruck seit 1315 bekannt. Wappenabbildungen sind seit dem 17. Jahrhundert überliefert und lehnen sich an die jeweiligen Siegel an. Von 1816 bis 1857 wurde vorübergehend als Feldfarbe Blau verwendet, um auf den Übergang der Stadt an das Königreich Bayern zu verweisen. Das Vorbild für das 1938 neu gestaltete Wappen war das älteste Siegel der Stadt Laufen aus dem 14. Jahrhundert; lediglich die zwei Blumen beidseits des Turms wurden weggelassen. |

### Städte- und Ortspartnerschaften
- Brioude (Frankreich), Städtepartnerschaft
- Laufen (Schweiz), Ortspartnerschaft mit Laufen
- Leobendorf (Niederösterreich), Ortspartnerschaft mit Leobendorf

## Kultur und Sehenswürdigkeiten

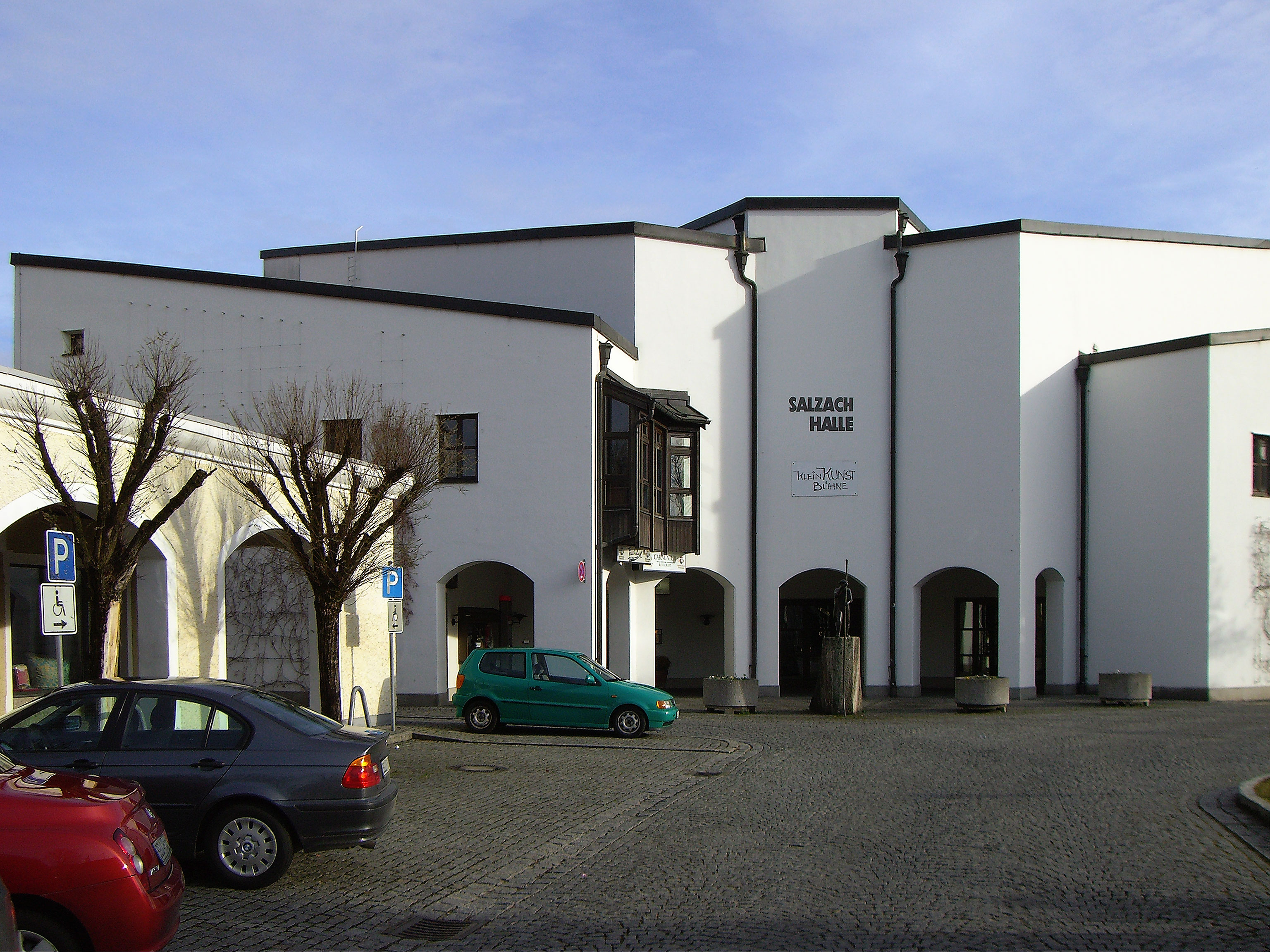
Salzachhalle

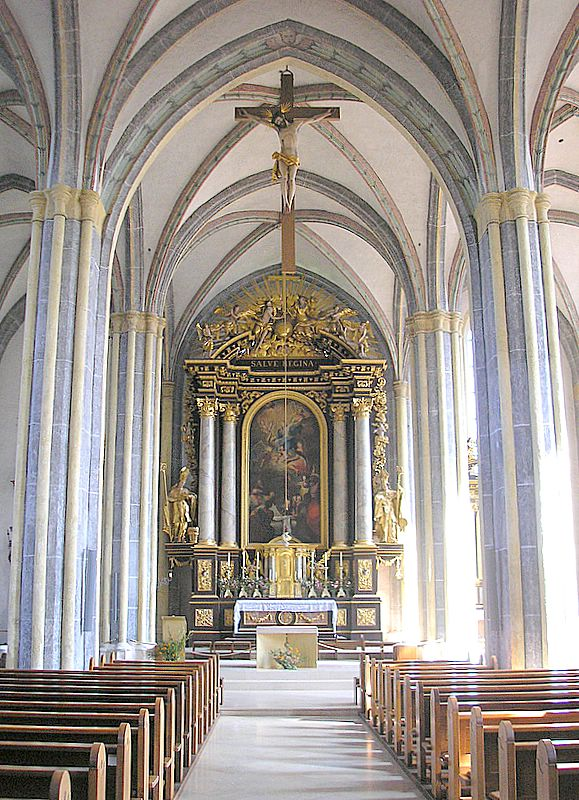
Halle der Pfarr- und Stiftskirche

- Eine wichtige Rolle spielt der Laufener Trachtenverein D’Grenzlandler (seit 1908). Der Trachtenverein versucht alte Bräuche und Sitten zu erhalten mit dem Vorsatz Treu dem guadn oidn Brauch.
- Die Salzachhalle ist die zentrale Lokalität im Umland für kulturelle Veranstaltungen. Sie hat einen relativ großen Saal sowie eine Kleinkunstbühne.
- Im Saal des Alten Rathauses finden kleinere Veranstaltungen und Konzerte statt.
- Die Laufener Stiftskirche ist die älteste gotische Hallenkirche Süddeutschlands.
- St. Oswald in Leobendorf
- Die mittelalterliche Altstadt ist fast vollständig erhalten. Vor allem am Marienplatz dominiert die sogenannte Inn-Salzach-Bauweise (Inn-Salzach-Stil): die Häuser haben Scheinfassaden, um die dahinter liegenden Dächer vor einem Übergreifen des Feuers bei Bränden zu schützen, falls das Feuer von vorn kommt.
- Die grüne Lunge der Stadt und ein beliebtes Naherholungsgebiet stellt der Stadtpark dar. Er erstreckt sich mit uraltem Baumbestand auf dem ehemaligen Glacis-Gelände außerhalb der Stadtmauer (Reste erhalten) zwischen dem oberen Stadttor (dem „Salzburger Tor“) und der ehemaligen Fronfeste, in der heute unter anderem das Stadtarchiv untergebracht ist.
- Am östlichen Zugang zum Stadtpark steht das künstlerisch gestaltete Kriegerdenkmal mit den Namen der im Krieg 1870/71 und im Ersten Weltkrieg gefallenen Laufener Bürger.
- Neben der ehemaligen Kapuziner-Klosterkirche befindet sich der heute unter Denkmalschutz stehende „Alte Friedhof“ Laufens, der in seiner heute parkähnlichen Anlage zum besinnlichen Verweilen einlädt.
- Die Salzachbrücke von 1903: Prächtiges Bauwerk aus steinernen Pfeilern und einer Jugendstil-Eisenkonstruktion mit kunstvollen Verzierungen. Ihr wurde 2003 eine deutsch-österreichische Gemeinschaftsbriefmarke gewidmet. 2005 bis 2007 wurde die dringend gewordene Sanierung durchgeführt.
- Neben der Stelle, wo früher eine Holzbrücke das untere Laufener Stadttor mit Oberndorf verband, entstand Jahr 2006 der Europasteg als Fußgängerbrücke über die Salzach, er wurde am 8. Dezember 2006 gesegnet und der Öffentlichkeit übergeben. Auf der österreichischen Seite steht in der ehemaligen Laufener Vorstadt Altach die vom Laufener Barockkünstler J. A. Pfaffinger geschaffene Statue des heiligen Nepomuk. Sie ist Ausgangspunkt einer langen, steinernen Treppe hinauf zum sogenannten Kalvarienberg, von dem aus ein Weg durch Felder und Wiesen zur zweitürmigen Wallfahrtskirche Maria Bühel führt.
- Schloss Laufen
- In Schloss Triebenbach, etwa zwei Kilometer von der Altstadt entfernt, war Wolfgang Amadeus Mozart mehrmals zu Gast. Das Schloss ist der Rest einer mittelalterlichen Burganlage; im 16. Jahrhundert hat es sein heutiges Aussehen bekommen.
- Die jährlich stattfindenden Salzachfestspiele[55]

## Wirtschaft und Infrastruktur

### Verkehr

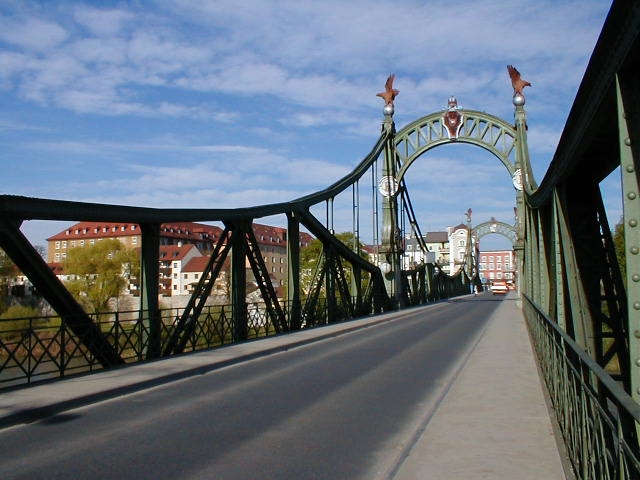
Salzachbrücke von Oberndorf nach Laufen

- Straßennetz: Ortsstraßen etwa 19 km, Gemeindeverbindungsstraßen etwa 49 km.
- Die Bundesstraße 20 führt durch Laufen, die Steigung zwischen dem Bereich der ehemaligen Landwirtschaftsschule und dem Gemeindeteil Arbisbichl stellt eine der größten (innerstädtischen) im gesamten Straßenverlauf dar. Die Planung einer Ortsumgehung ist in die Trassenfindungs-Phase eingetreten, eine neue Salzachbrücke als Verbindung von der B 20 zur österreichischen B 156 soll die Umgehung ergänzen. Auf der kompletten Hauptstraße gilt Tempo 30.
- Bahnhof an der Bahnstrecke Mühldorf–Freilassing.
- Grenzübergang nach Oberndorf, dort Haltestellen der S1 und S11 der S-Bahn Salzburg an der Bahnstrecke Salzburg–Lamprechtshausen. Vom Salzburger Hauptbahnhof aus verkehren relativ viele Züge sowie Busse, unter anderem zum Flughafen Salzburg.
- Laufen ist in das Busnetz des Regionalverkehr Oberbayern (RVO) eingebunden und bietet zusätzlich den Stadtbus Laufen-Oberndorf an.

### Öffentliche Einrichtungen
- Justizvollzugsanstalt Laufen-Lebenau, eine Jugendstrafanstalt
- Pflanzgartenstützpunkt mit Samenklenge der Bayerischen Staatsforsten (auf dem Gelände der JVA)
- Amtsgericht Laufen
- Polizeiinspektion Laufen
- Finanzamt Berchtesgaden-Laufen
- Bayerische Akademie für Naturschutz und Landschaftspflege (ANL)

### Bildung
- Rottmayr-Gymnasium Laufen mit Schulsternwarte
- Grundschulen in Laufen und Leobendorf, Mittelschule in Laufen.
- Landwirtschaftsschule, Abteilung Hauswirtschaft

### Tourismus
Laufen ist Mitglied in der EuRegio Salzburg – Berchtesgadener Land – Traunstein.
Im Jahr 2017 verzeichnete die Stadt 23.381 Übernachtungen mit einer durchschnittlichen Aufenthaltsdauer von 2,7 Tagen in Beherbergungsbetrieben mit zehn oder mehr Gästebetten, 4.364 Übernachtungen mit einer durchschnittlichen Aufenthaltsdauer von 8,9 Tagen in kleineren Beherbergungsbetrieben.
Gute Radwanderwege existieren entlang der Salzach sowie im bayerischen und österreichischen Teil des Rupertiwinkels.
Auf dem Fluss finden folkloristische, an die frühere Salzschifffahrt erinnernde Veranstaltungen statt (Himmelbrotschutzen, Piratenschlacht, Schifferstechen, Fahrten mit Plätten usw.).
Beliebtes Naherholungsziel ist der kleine Abtsdorfer See mit einem Strandbad (etwa 1 km²), drei Kilometer im Südwesten der Stadt.
Zusammen mit den umliegenden Gemeinden bildet Laufen den Touristikverband Abtsdorfer See.
Nicht nur bei Touristen aus der ganzen Welt, sondern auch bei vielen Einheimischen beliebt sind die Laternen-Stadtführungen nach Einbruch der Nacht, bei denen ein als mittelalterlicher Nachtwächter verkleideter Führer die besonderen Sehenswürdigkeiten der historischen Schifferstadt zu Gehör bringt.

### Einwohnerentwicklung
Seit der Volkszählung am 25. Mai 1987 mit 5634 Einwohnern wuchs die Bevölkerung bis 31. Dezember 2017 um 1535 auf 7169 Einwohner (+27,2 %).

## Persönlichkeiten

### Söhne und Töchter Laufens

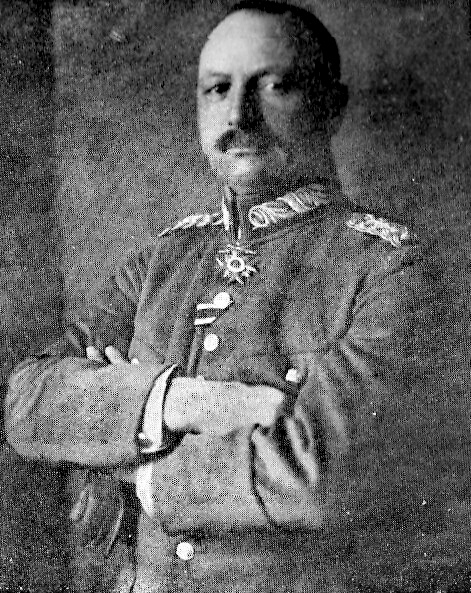
Konrad Krafft von Dellmensingen

- Hans Adam Weissenkircher (1646–1695), österreichischer Maler des Barock
- Johann Michael Rottmayr (1654–1730), Salzburger Barockmaler und kaiserlicher Hofmaler
- Josef Anton Pfaffinger (1684–1758), Bildhauer
- Franz Ritter von Brandl (1833–1896), Königlicher Oberbaurat
- Karl von Seydel (1853–1939), Sanitätsoffizier und Hochschullehrer in München
- Konrad Krafft von Dellmensingen (1862–1953), kgl.-bay. General, Gründervater der deutschen Gebirgstruppe und erster Kommandeur des Deutschen Alpenkorps
- Heinrich Weiß (1887–1963), Widerstandskämpfer gegen den NS, Gründer des 1937 nach Adolf von Harnier benannten Harnier-Kreises
- Josef Reichert (1891–1970), Generalleutnant
- Geschwister Schiefer (Sammlung Rupertiwinkler Liedguts)
- Otto Michael Schmitt (1904–1992), Maler
- Annemie Wolff (1906–1994), deutsch-niederländische Fotografin und Widerstandskämpferin
- Irma Rafaela Toledo (1910–2002), Malerin
- Karl Zillner (1926–1983), Zweiter Präsident des Salzburger Landtags
- Walter Brugger (* 1928), bayerischer Theologe und Autor kunstgeschichtlicher Bücher
- Hildebert Wagner (1929–2021), pharmazeutischer Biologe
- Josef Brandner (1932–2010), Theologe, Pfarrer und Priesterseelsorger im Erzbistum München und Freising, Diözesanbeauftragter für das Katholische Bibelwerk
- Hans Roth (1938–2016), Laufens Stadt- und Stiftsarchivar und bayerischer Heimatpfleger
- Heini Linkshänder (bürgerlich: Heinrich Straßer, 1938–2012), Maler, Zeichner, Grafiker, Goldschmied, Bildhauer, Aktionskünstler, Querdenker und Linkshänder
- Ulrich Gebauer (* 1956), Schauspieler
- Johann Stockhammer (* 1960), Mode- und Accessoire-Designer, Professor für Modedesign
- Thomas Blaschke (* 1965), Geograph, Geoinformatiker und Professor
- Jürgen Oelschläger (1969–2004), Motorradrennfahrer
- Christiane Feichtmeier (* 1973), Politikerin (SPD), bayerische Landtagsabgeordnete

### Personen mit Beziehung zu Laufen
- Gordian Guckh, Bildhauer und Maler der Spätgotik, wohnte von 1506 bis 1541 (1545) in Laufen
- Konrad von Parzham (Bruder Konrad, 1818–1894), verbrachte zwei Jahre seines Noviziats im inzwischen aufgelassenen Laufener Kapuzinerkloster. Eine marmorne Gedenktafel, noch aus der Zeit zwischen seiner Seligsprechung 1930 und seiner Heiligsprechung 1934, neben der ehemaligen Klosterpforte an der Fassade der Kapuzinerkirche, erinnert daran.
- Cesar Bresgen (1913–1988), österreichischer Komponist, führte hier einige seiner Werke in Zusammenarbeit mit der Laufener Liedertafel auf
- Michaela Krinner (1915–2006), Malerin, lebte seit 1974 in Laufen
- Wolfgang Hein (1924–1999), Komponist, u. a. Organist und Chordirektor an der Stiftskirche Mariä Himmelfahrt in Laufen
- Anna Heringer (* 1977 in Rosenheim, aufgewachsen in Laufen), Architektin mit Büro in Laufen